# Historia colonial de Honduras

Escudo de armas dado por el rey Carlos I a la región de Honduras.

La historia colonial de Honduras comienza en la tercera década del siglo xvi (años después de la llegada de Cristóbal Colón a este territorio en 1502) y termina con la independencia de Honduras en 1821. En este período, el territorio de la actual Honduras está estrechamente ligado a la Capitanía General de Guatemala, adscrita a su vez al Virreinato de Nueva España. 

## Antecedentes

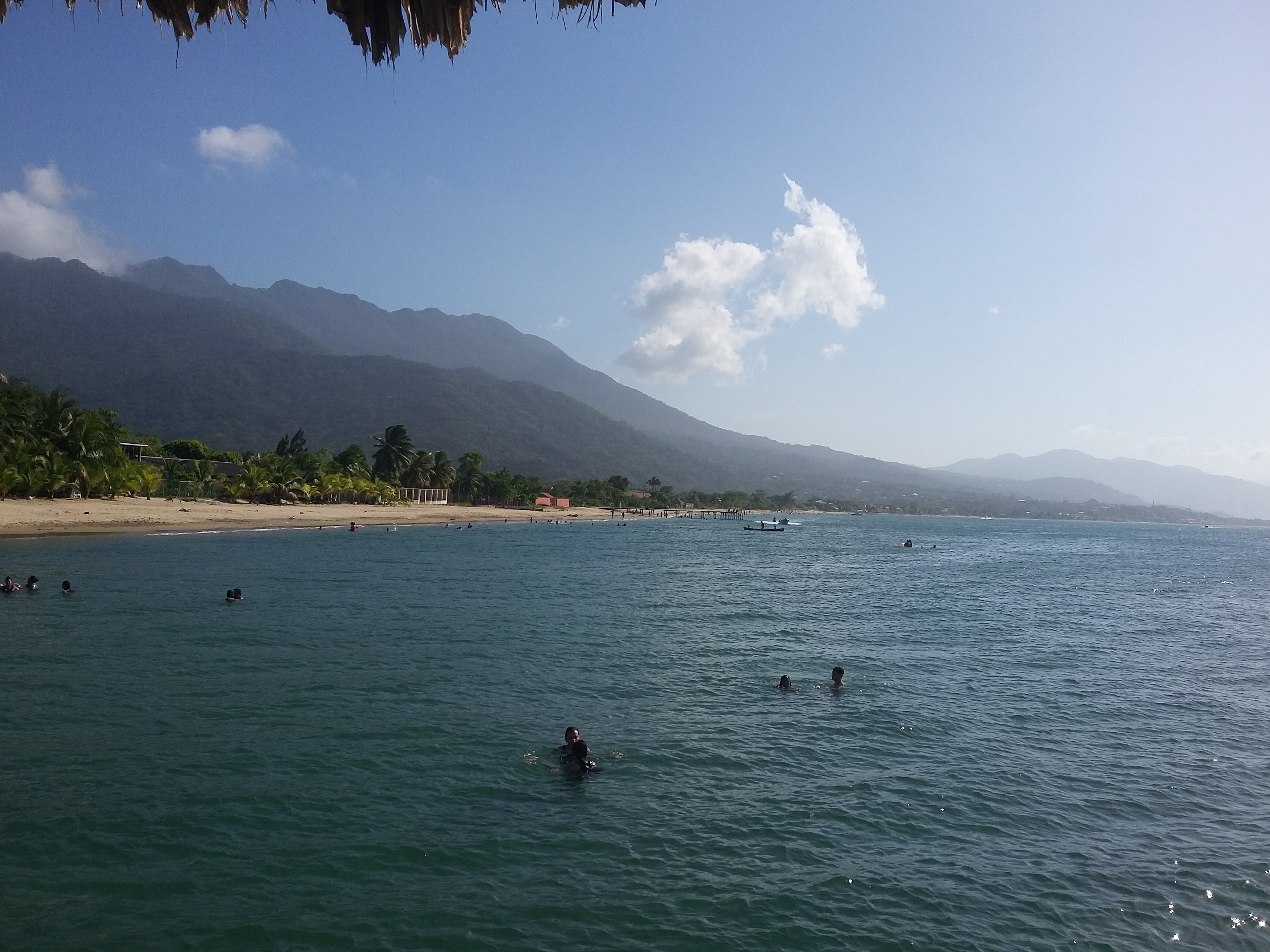
La playa de Trujillo. Uno de los primeros lugares donde arribaron los conquistadores españoles a inicios del siglo xvi.

El almirante Cristóbal Colón, el 14 de agosto de 1502, desembarcó en la costa norte de Honduras, en su cuarto viaje. La primera misa en suelo continental se celebró en lo que hoy es Trujillo. No fue hasta pasados unos veinte años cuando los conquistadores españoles decidieron tomar posesión de estas tierras, en las cuales residían nativos indígenas locales; en el noroeste estaban los pueblos de influencia azteca, como los náhuatl. Habitando el Valle de Naco hasta Trujillo, los descendientes del grupo mayance como los chortís abarcaban la zona de lo que hoy son los departamentos de Cortés, Copán y Ocotepeque.  
En cuanto a los lencas, se asentaban en un amplio territorio en lo que actualmente son los departamentos de Comayagua, Francisco Morazán, Intibucá, La Paz, Santa Bárbara y Valle. El resto del territorio estaba habitado por pueblos provenientes del sureste (Nicaragua) entre ellos los misquitos, pechs, tawakas y xicaques. Para colonizar este territorio había que enfrentarse a estas tribus organizadas. Según los estudios en subdivisiones, por ejemplo los cares habitaban Intibucá, La Paz, norte de Lempira y sur de Santa Bárbara; los cerquines habitaban el centro y sur de Lempira y sur de Intibucá; los potones estaban localizados al oeste del río Lempa y en territorio salvadoreño. Los lencas estaban en el Valle de Oriente hasta El Salvador.
En 1503 empezó a funcionar en Sevilla, la denominada «Capital del Oro», una ciudad de no más de 60 000 habitantes para esos años, la Casa de Contratación de Indias.  Con las primeras ordenanzas aprobadas por la monarquía española y con una plantilla de oficiales, esta casa recibió plenas competencias sobre la navegación entre España y las Indias, entre ellas la supervisión del flujo de materiales y productos hacia el nuevo continente y la atribución sobre la emigración. Concediendo o negando el viaje, la Casa debía fiscalizar y registrar las mercancías de ese tráfico marítimo. Desde 1509 hasta 1701 se llevó un registro de pasajeros a Indias; al respecto hay alrededor de catorce libros transcritos al Archivo General de Indias en Sevilla, en los que se detalla nombre del pasajero, padres, lugar de nacimiento, vecindad, edad, estado civil nombre de la esposa si estaba casado, nombre del navío que lo transportaba. En 1511, la corona alentaba a la población a hacerse a la mar, para ir a colonizar las Nuevas Indias, hay gente sobrada e las tierras son estériles, para que de allí vaya toda la más xente de travaxo, por ser pueda.

## 1520 a 1550

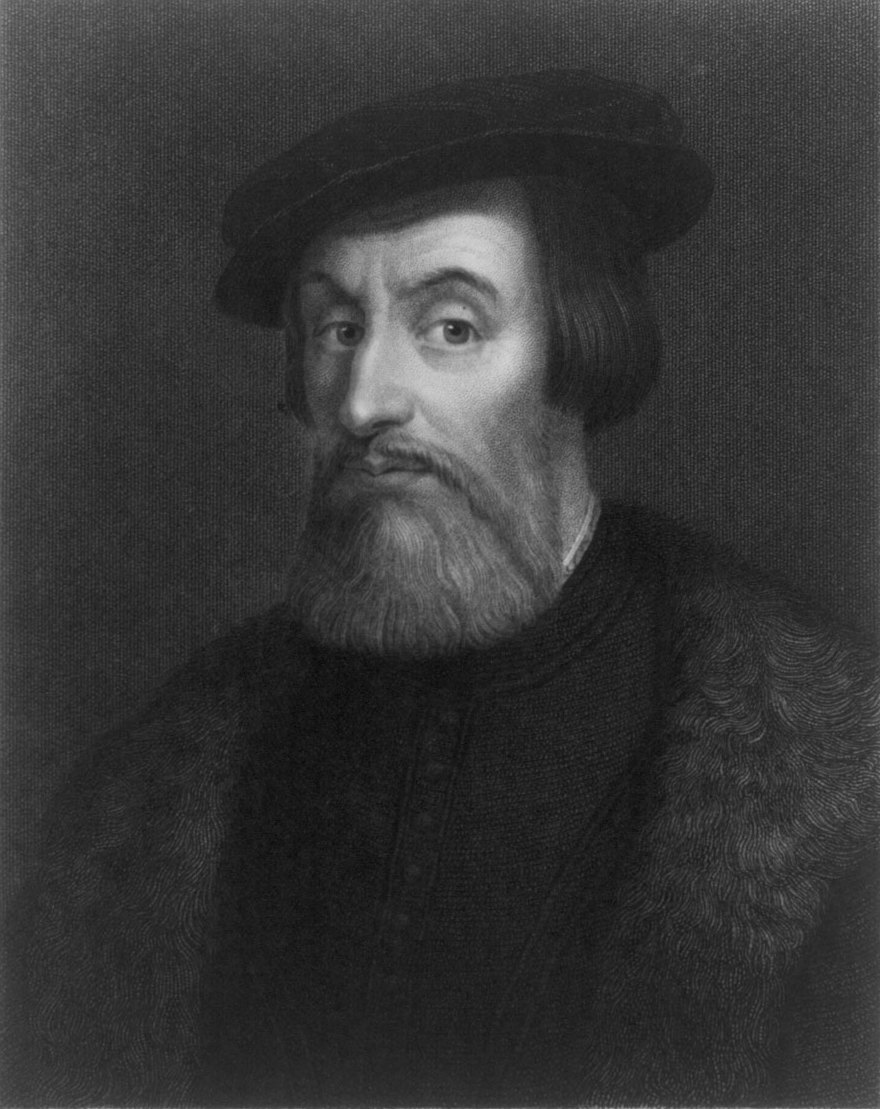
El conquistador don Hernán Cortés desembarca en Honduras tiempo después de la caída de Tenochtitlan.

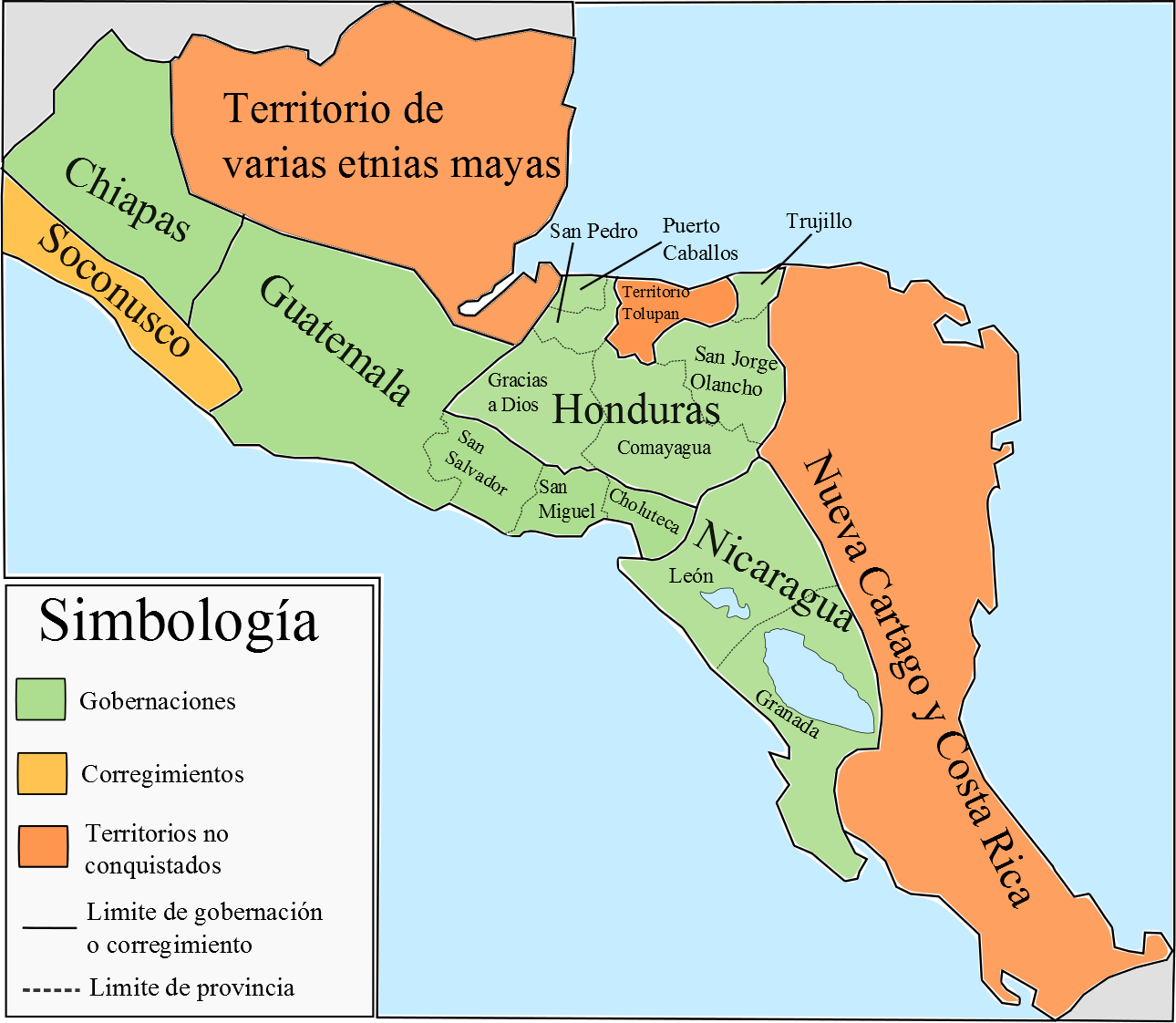
La gobernación de Honduras y sus provincias (jurisdicciones de villas y ciudades que reparten encomiendas), y las demás gobernaciones y provincias antes de la creación de la Real Audiencia de los Confines en 1542

Entre 1520 a 1530 hubo una extensiva migración española hacia América, en los indicadores de destino se establece que entre estos años, los españoles extremeños que llegaron a Honduras solo fueron 70, de un total de 12 426, siendo Extremadura el segundo lugar que más inmigrantes ultramarinos registraba. Por otra parte, la emigración castellana y leonesa, hacia Honduras fue de solo 28, entre un total de 1 009 registrados entre los años de 1521 a 1556.
En 1522 una expedición al mando de Gil González Dávila y Andrés Niño partió hacia el norte y llegaron al occidente de Nicaragua, alcanzando el golfo de Fonseca. Visitaron así el sur de lo que se denominaba Higueras, Guaymuras u Hibueras (Honduras). Después de la exitosa travesía se informó al Gobernador de Panamá, Pedro Arias Dávila (Pedrarias Dávila), sobre los territorios reconocidos. Arias envió a Francisco Hernández de Córdoba a falta de Gil González Dávila, quien se encontraba en la isla de Santo Domingo, para imponer la presencia española en los sitios. Mientras tanto, Hernán Cortés envió a Cristóbal de Olid a tomar posesión de Hibueras o Guaymuras (Honduras). Olid llegó en 1524. Más con la idea de reclamar el territorio para sí mismo, Cortés envió a Francisco de las Casas a tomar posesión en nombre de la corona y de Cortés, quien llegó a Honduras en 1525 con conocimiento de las riquezas del territorio.  En el mismo año, la Corona Española ordenó la prohibición de la esclavitud de los sumisos, motivo por el cual los conquistadores provocaron focos de resistencia con el fin de tener pretexto para capturas y reducción a la esclavitud.  Al año siguiente (1526), 150 caciques de los territorios de Honduras y Nicaragua se declararon en rebeldía, cuando el ejército indígena liderado por Guatucanola, atacó e incendió la villa minera de Hermosa, donde se lavaba el oro extraído.  En la revuelta perdieron la vida los capitanes Grijalva y Hurtado, oficiales de Pedrarias.  Al final los gobiernos españoles de León y Honduras, en vez de sofocar la rebelión, dieron lugar a una enemistad.

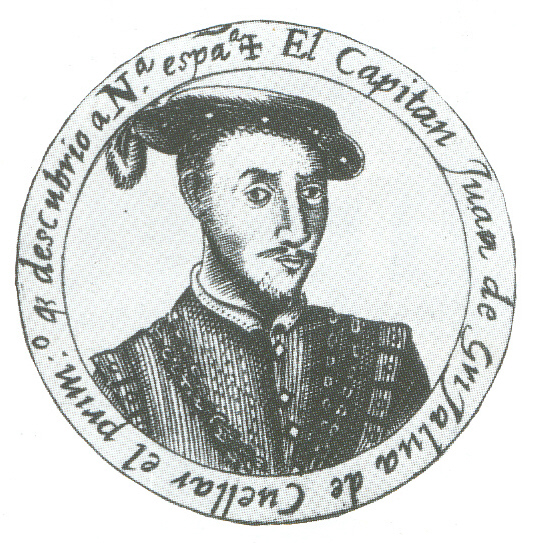
Capitán Juan de Grijalva Cuéllar

El Emperador Carlos V firmó en Granada las Capitulaciones de la Conquista de Yucatán, el 8 de diciembre de 1526, y los comandantes capitanes Francisco de Montejo y Pedro de Alvarado fueron decisivos al mando de Hernán Cortés. En ese mismo año, la gobernación de Honduras fue establecida nombrándose a Diego López de Salcedo bajo la jurisdicción de la Real Audiencia de Santo Domingo, inicialmente el gobernador residía en Trujillo, pero Pedro de Alvarado estableció la capital en la ciudad de Gracias a Dios, en 1536, durante la pacificación del occidente del territorio disputado con los indios; sin embargo, Francisco de Montejo consideró que la ciudad de Comayagua era la adecuada para ser la capital debido a su situación geográfica y proximidad con todas las minas explotadas. Dicho conflicto sobre la capital de Honduras fue resuelto hasta 1543, con la fundación y establecimiento de la Real Audiencia de los Confines, a la cual los magistrados decidieron tomar como su asiento en Gracias a Dios. Por consiguiente, Gracias fue elevada a capital de Honduras y con jurisdicción sobre Costa Rica, Chiapas, Guatemala, Nicaragua, Panamá, Tabasco y Yucatán, hasta su traslado definitivo a ciudad de Guatemala; después, Comayagua se elevaría como capital hasta la década de 1880.
Diego López de Salcedo, en su gobernación, aprovechando el juicio a Pedrarias en Panamá, entró en Nicaragua hasta el pueblo de León en un intento de extender el territorio de Honduras; junto a él iba Rodrigo del Castillo, Tesorero real, y otros oficiales. El rey nombró a Pedrarias como gobernador de Nicaragua y ordenó que Diego López de Salcedo regresara a Trujillo. Por cuestiones de enemistad, Diego López de Salcedo fue arrestado un 14 de junio de 1528, hasta la llegada de Francisco de Castañeda, quien había sido nombrado Alcalde Mayor por el rey. Pedrarias envió a su teniente Estete a capturar esclavos dentro del territorio hondureño (Trujillo y Olancho), cedido por López de Salcedo, mientras un ejército español proveniente de El Salvador se enfrentó a Estete y le confiscó 2,000 indios cuzcatlecos, los cuales Pedrarias iba a enviar a Perú. El 28 de diciembre del mismo año, López de Salcedo fue liberado, marchó al occidente de Honduras y dejó Trujillo para Pedrarias. Una nueva Cédula Real emitida en 1531 prohibía la esclavitud y capturar indios para tal fin, contrario a ello, Pedrarias había juzgado a 1,000 rebeldes capturados y a los cuales trasladaría en barco hacia su exilio, supuestamente. En 1533 fue nombrado como gobernador de Honduras a Andrés de Cereceda quien suspendió la prohibición de la esclavitud, con el pretexto de necesitar capturar a los rebeldes de Naco que diez años atrás había sido conquistada por Olid y recorrida por los ejércitos al mando de Gil, de Hernán Cortés y de López de Salcedo. Estando de procurador de Honduras Francisco Cava, este hace una petición a Pedro de Alvarado para que venga en socorro y así evitar la pérdida de Honduras, -dicha petición no fue atendida.

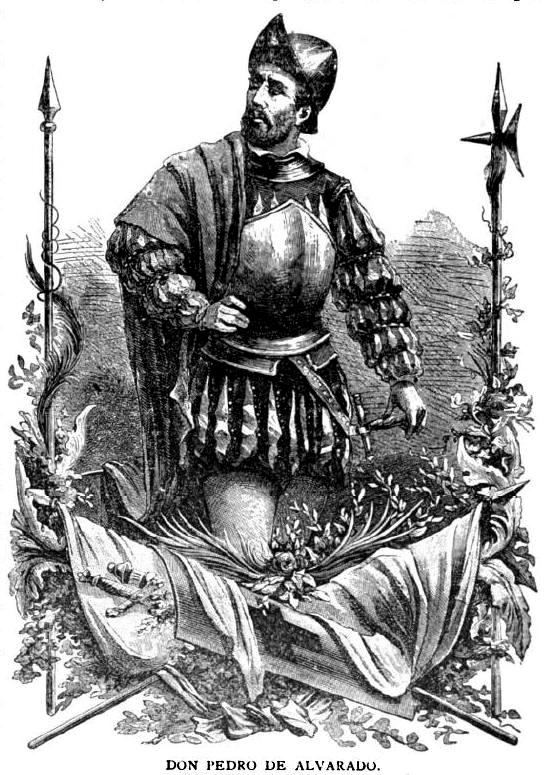
El Adelantado don Pedro de Alvarado

Pedro de Alvarado, siendo gobernador de Honduras, envió a Luis Moscoso hacia El Salvador para afianzar sus dominios. Este fundó la villa de San Miguel de la Frontera en 1530, la que quedaría despoblada debido al viaje de Alvarado al Perú. Seguidamente, en 1533, Alvarado concentra su armada en el Golfo de Fonseca, antes de eso, dos de sus naves habían sufrido un naufragio. Informa que solo cuenta con 200 hombres a caballo y con 500 infantes, su capitulación la realizó en enero de 1534, dejando despoblada tanto de españoles, como de indígenas, su gobernación. Alvarado había realizado el repartimiento de Higueras, Hibueras u Honduras en la Villa de San Pedro de Puerto Caballos en 1536. Dicho repartimiento se realizó sobre 167 pueblos divididos entre 15 oficiales de Alvarado y otros personajes. Andrés de Cereceda, contador real, se quedaría con Quimistán, Naco y otros pueblos; Diego García de Celis, Tesorero real, Alonso Ortiz, Alfaro de Sandoval, Jerónimo de San Martín, Miguel García de Liñan, Antonio Talavera, Hernando de Sayavedra (Saavedra), Nicolás de Yrazaga, Alonso Cepero, les quedó Choloma; Andrés Lobon, Francisco del Puerto, Carlos Ginovés, Juan de Rivera, Diego de Hernando, Juan de Valle, Luis del Puerto, les quedó Gualala, Cristóbal Gallego, Juan de Oviedo, Maestre Antonio, Francisco Méndez, Rodrigo Paz, Bernaldo de Cabranes, Rodrigo Gómez Romero, Juan de Lobera, Francisco Vaquero, Juan Gil, piloto de nave, Baltasar Rodríguez, Diego de Latorre, Francisco Martín, Luis Díaz, párroco, Juan Havela, párroco, Estevanía Hernández, Bartolomé Moreno, Hernando de San Martín, Francisco Tarifeño, Juan Padrón y Francisco Martín, tomo nota el escribano real, Gerónimo de San Martín.
En 1538, la exportación de las minas hondureñas superaban los 58,770 pesos, entre los meses de agosto de 1540 y marzo de 1542, la producción alcanzó los 200,000 pesos, todo con mano de obra de esclavos negros y algunos indios.
Pedro de Alvarado regresó el 4 de abril de 1539 a Puerto Caballos a la cual encontró desierto; traía tres naves, trescientos arcabuceros y otra mucha gente, su nueva esposa doña Beatriz de la Cueva y veinte doncellas de buen linaje. El 1 de agosto de 1539, en la ciudad de Gracias a Dios, Alvarado hizo un buen trato en el cual cedía a Chiapas a Francisco de Montejo a cambio de Honduras, Alvarado se hacía con este acto de la encomienda de Xochimilco (México) de 2,000 castellanos y 17,000 castellanos en concepto de compensación. En 1537 la costa del litoral Caribe de Honduras había quedado desierta debido a la reconquista, la economía cayó drásticamente, el cacao término por perderse ya que no había quien lo recolectara, había pequeñas vetas de oro, se encontró plata después que sirvió para volver a poblar lugares abandonados.
En 1541 Benzoni, registro que la población indígena de Honduras antes de la conquista era de aproximados 400,000 mil personas. Más tarde, un nuevo y ordenado censo de indios se produjo en Honduras y arrojo los datos siguientes:
| Región de Honduras            | Extensión (km2) | Población (habitantes) | Densidad (hab / km) |
| Occidente y Centro            | 42,563          | 851,260                | 20                  |
| Oriente                       | 52,890          | 528,970                | 18                  |
| Área ocupada por los Jicaques | 16,628          | 16,628                 | 1                   |
| Totales                       | 112,081         | 1,396,858              |                     |

Pedro de Alvarado falleció en 1541, en su sustitución se nombra al presidente y oidores de la Audiencia de la Isla La Española Juan Pérez de Cabrera como nuevo Gobernador de Honduras, más tarde le envían una providencia para que no haga efectivo el cargo, sino que se nombre a Francisco de Montejo. En 1545 el oidor de la Audiencia de los Confines magistrado Diego de Herrera, reporta que desea mantener la presidencia de la corte y en 1546 Alonso García escribe al Consejo de Indias que si los magistrados continúan así, solo bastaría el nombramiento de un Alcalde Mayor encargado del gobierno y de la justicia, con lo que se ahorrarían unos seis o siete mil Pesos. En su opinión el único problema es de que el magistrado Alonso Maldonado quiere regir y gobernar, después de ser escuchada esta protesta es nombrado el licenciado Juan López de Cerrato como presidente de la Audiencia.
Para 1545 Puerto Caballos había recibido 1500 esclavos negros africanos para trabajar en las minas de Olancho y Río Guayape, un hecho trascendental el 10 de mayo de 1547 fue cuando el obispo de Honduras en Trujillo, Cristóbal de Pedraza envió nota al emperador español informándole lo siguiente que los Oidores de la Audiencia consentían en los Oficios Reales, acusándolos de aprovecharse de ellos y de las Rentas de la Real Hacienda comprando con dicho dinero negros para esclavos y haciendo herederos para sí.

## 1529 a 1790

### SigloXVI

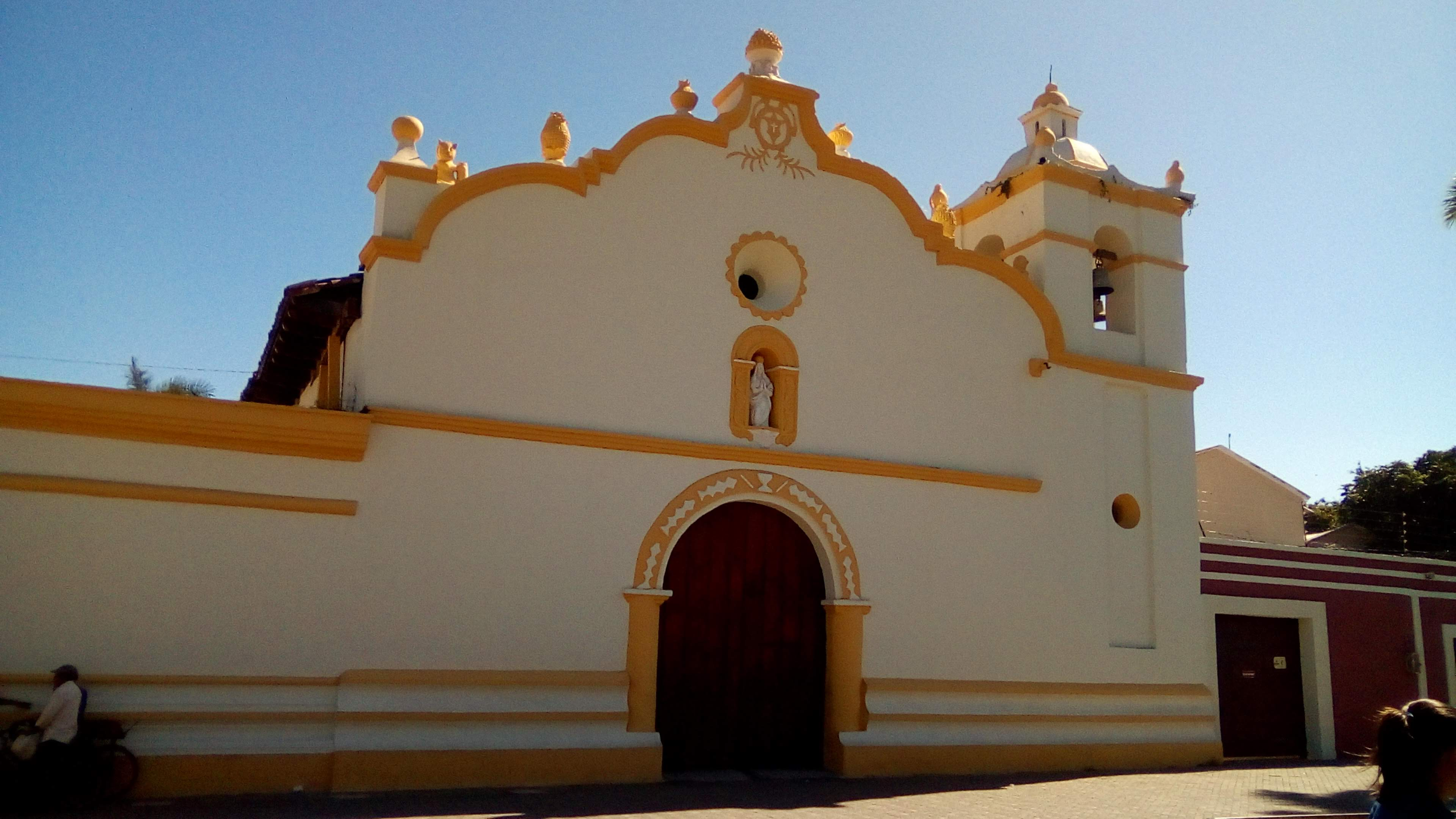
La iglesia de la merced, fue la primera iglesia de la ciudad de Comayagua y la elevada a la categoría de Catedral en 1561, siendo la iglesia mas vieja aun en pie de Honduras.

De entre los años de 1529 a 1570, según Héctor Pérez Brignoli y Ciro Cardozo, los españoles trajeron semillas, plantas, aves, animales domésticos y ovejas, reses, caballares y porcinos. En 1530 los españoles combaten contra la resistencia indígena del occidente, el cacique intento reunir un ejército de al menos 40,000 indígenas para contrarrestar a los extranjeros españoles, con más violencia se resistieron los seguidores de Coçumba (Cicumba) que fue reforzado con nativos vecinos descendientes de los mayas y otros poblados aledaños, Coçomba cuya fortaleza se encontraba en el Valle de Úlua controlaba el avance de los conquistadores, no fue hasta la llegada de Guatemala del adelantado don Pedro de Alvarado que traía consigo unos 80 españoles y 300 indios Aches o Achis, para derrotar al tal aguerrido cacique Coçumba. 

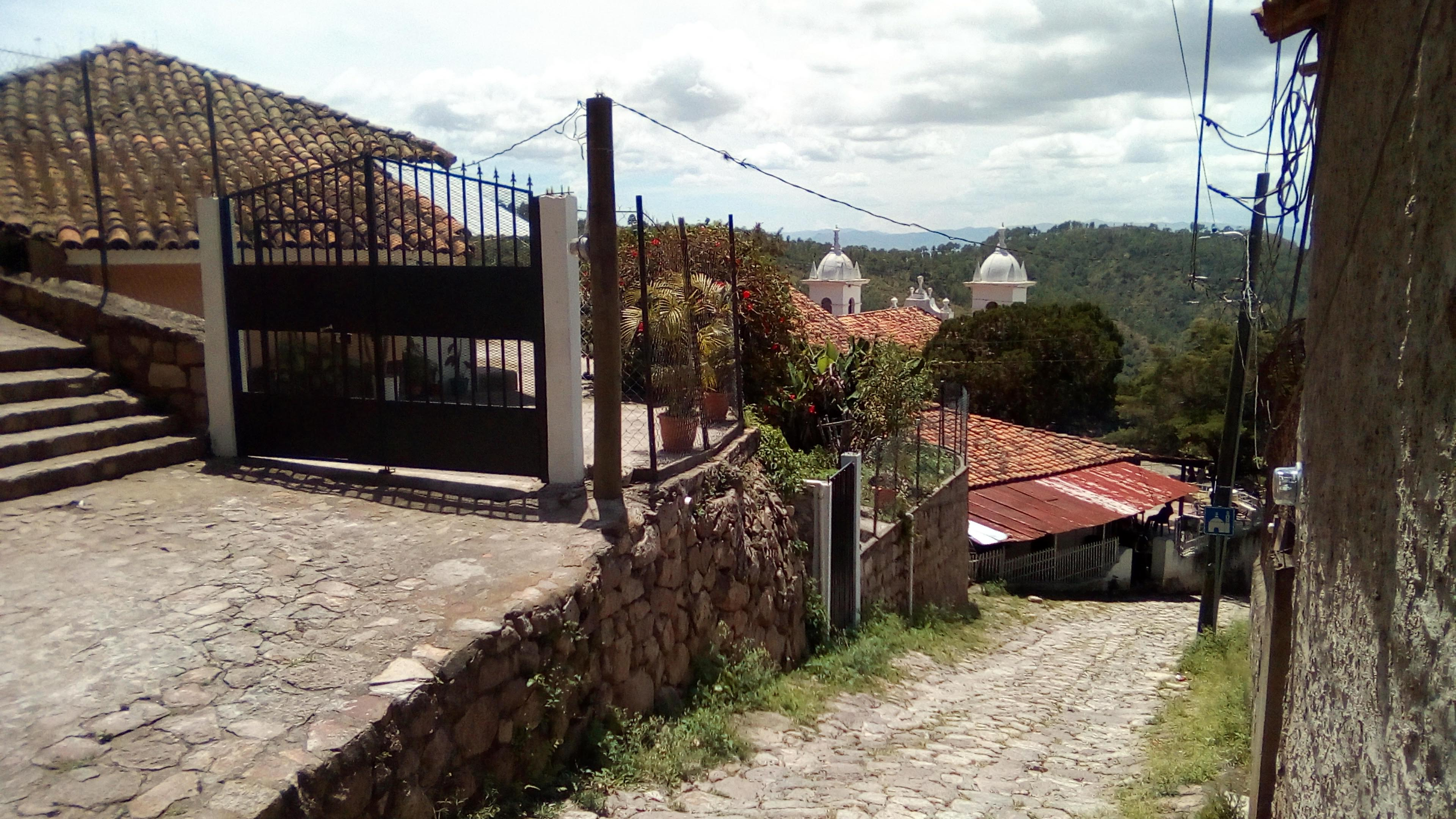
El Pueblo de Santa Lucía es considerado uno de los poblados más antiguos de Honduras.

Tras la resistencia Pedro de Alvarado se hizo de mano fuerte y firme en el nuevo territorio y se alzó otro líder indígena Lempira (Elempira) el «Señor de la sierra» con alrededor de 30.000 guerreros los cuales tenían su cuartel en la fortaleza de Peñol de Cerquín, fue conocida como «La rebelión de los lencas» en 1537, las batallas se realizaron entre los ríos Comayagua y Úlua, la fuerza indígena se atrincheró en las alturas de Congolón, Coyocutena, Piedra Parada, Cerro del Broquel y Cerquín, Lempira fue matado por los conquistadores como lo reza la Probanza de Méritos de 1558 el cronologista asegura que el capitán Rodrigo Ruiz, fue quien le dio muerte al valiente guerrero, pero este alzamiento inspiro al de los habitantes indios de Comayagua y de San Pedro, las guerras entre conquistadores españoles e indios fueron sangrientas y no fue hasta 1539 cuando Francisco de Montejo logró la conquista definitiva del occidente y centro, conduciéndose hacia el oriente al valle de Olancho hasta que sucumbieron al poder militar de los extranjeros y en 1550 todo estaba en sus manos.
Una ordenanza prohibia a que los indios fueran cargados con más peso de 50 libras, además del cobro o tributo que tenían que pagar los mismos nativos de entre 16 a 50 años de edad, al estar en servicio de los conquistadores, esta sobreexplotación laboral concluyó con la disminución de la población prehispánica y varias generaciones siguientes. Era bien sabido lque la leyes de indias no solian respetarse completamente lo que provocaba una serie de jornadas prolongadas sin descanso adecuado, lo que provocaba agotamiento y muerte prematura, sin mencionar los traslados forzados de comunidades enteras a zonas mineras o agrícolas, lo que rompía la organización social y cultural de los pueblos. 

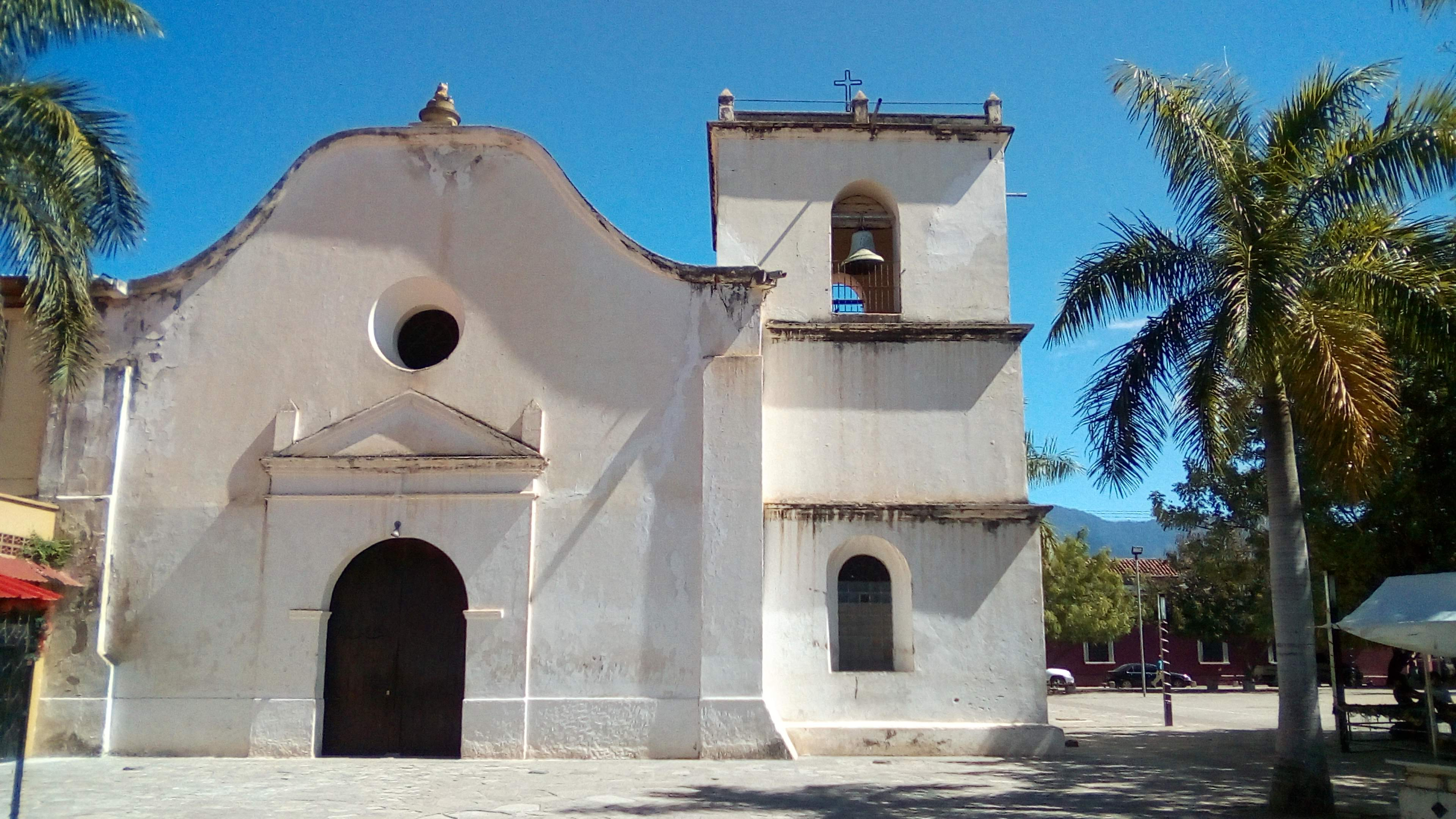
La iglesia de San Francisco de Comayagua fue parte del convento Franciscano de la ciudad, esta fue construida en 1560.

En 1560 el Tesorero Real de Guatemala, don Francisco de Castellanos rindió un informe de que la explotación de Mina de oro del Guayape en Honduras, dejaba a la Corona Española en concepto de pago del «Quinto Real» unos 350,000 Pesos oro, lo que haría un monto total de 1 750 000 Pesos de oro obtenidos de los depósitos auríferos de dicha zona.
En 1574 un censo poblacional de las nuevas tierras arrojaría que de un total de 1 902 620 tributarios y vecinos de las nuevas tierras, solo un 25,624 eran españoles, o sea un 1,3%, Honduras o Hibueras presentaba en el año 1574 un total de 16 155 vecinos y solo 360 vecinos tributarios un 1,4 %, el número de tributarios por encomendero era de 129. En 1628 Honduras presentaba 500 vecinos tributarios o sea un 0,8 % que el total de América presentaba con un total de 60 814.

La gobernación de Honduras fue dividida en 1579 mediante una reorganización territorial, en dos provincias y subdelegaciones las cuales se denominaban Partidos, las dos provincias nombradas fueron Comayagua y Tegucigalpa, los partidos eran: Comayagua, Choluteca, Gracias, El Viejo, San Pedro, Sulaco, Tegucigalpa, Tencoa, Olancho, Olanchito, Yoro.

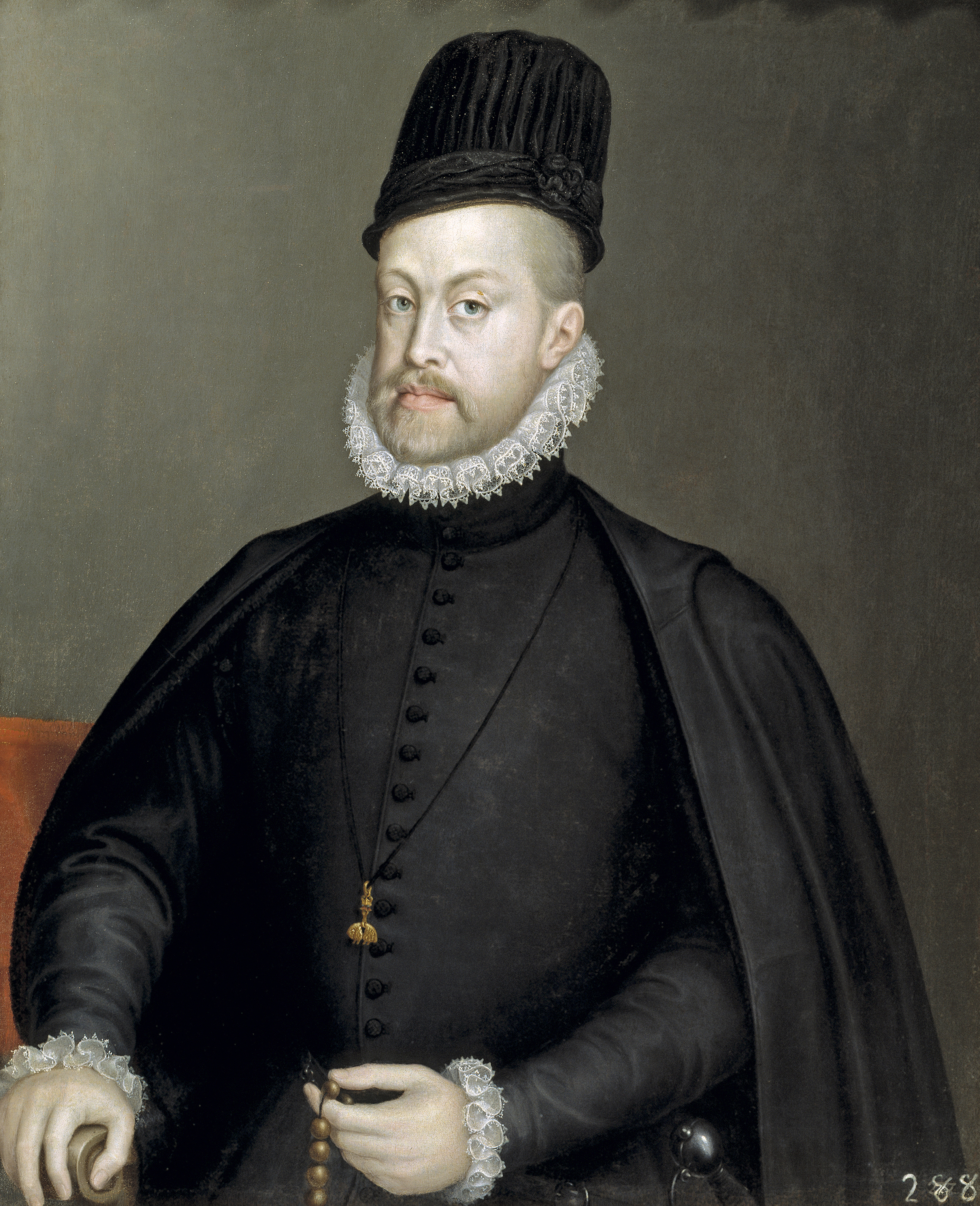
Felipe II, rey de España (1556-1598)

En 1589 se empezó a registrar los tributos indígenas del norte, sur y occidente del territorio, en los cuales sobresalían Comayagua de los Indios, Lejamaní, Aguaterique, Jocosa, Cururu, Mexicapa, Orica, Tencoa, Xeto, Quetzaltepeque, Yamala, Xacapa, Heraxagua, Aguarcha, Guacabasquez, Xicaramani, Yntibuca, Ocotepeque, Gauranjabala, Talua o Talva, Ylamantepeque, Santiago Cocumba, Yoro. Al este, el territorio no había sido aún explorado del todo, por lo que existían poblados indígenas que no tenían contacto con los colonizadores ibéricos, por lo que se trazo una frontera entre los territorios colonizados y los no, las ciudades “fronteras” eran: Catacamas, Danlí, Juticalpa y Manto, en varias oportunidades estos poblados fueron atacados por indígenas misquitos, sumos, zambos quienes eran apoyados por los ingleses.

#### Misiones
La Corona Española dispuso que los frailes adoctrinaran a los indígenas, para ello ordenaron que aprendieran primero las lenguas de estos, en América la mayoría de indígenas vivían conservando su libertad en las inmensidades de extensión comprendida entre el Orinoco y el Amazonas, también afincados entre Verapaz y Yucatán, en Guatemala a lo largo de la costa caribeña entre Trujillo en Honduras y Puerto Belo en Panamá, una franja de aproximados 1,650 kilómetros de extensión. En 1591 los Mercedarios tenían a su cargo cuatro parroquias indígenas de los Cares, de Cururú, de los Lencas y de Tencoa donde se hablaban en el occidente la lengua Care, lengua Nahuatl y lengua Lenca.
los primeros frailes en aprender estas lenguas fueron los de la Orden de la Merced o Mercedarios y de la Orden Franciscana, quienes después los cristianizaron y bautizaron, en 1600 se decía que los indios de Olancho posiblemente Payas, tenían sus sitios de oración en las montañas e infinidad de dioses, para 1628 Honduras contaba con tres monasterios de la Orden Franciscana y dos de la Orden de la Merced.

### SigloXVII

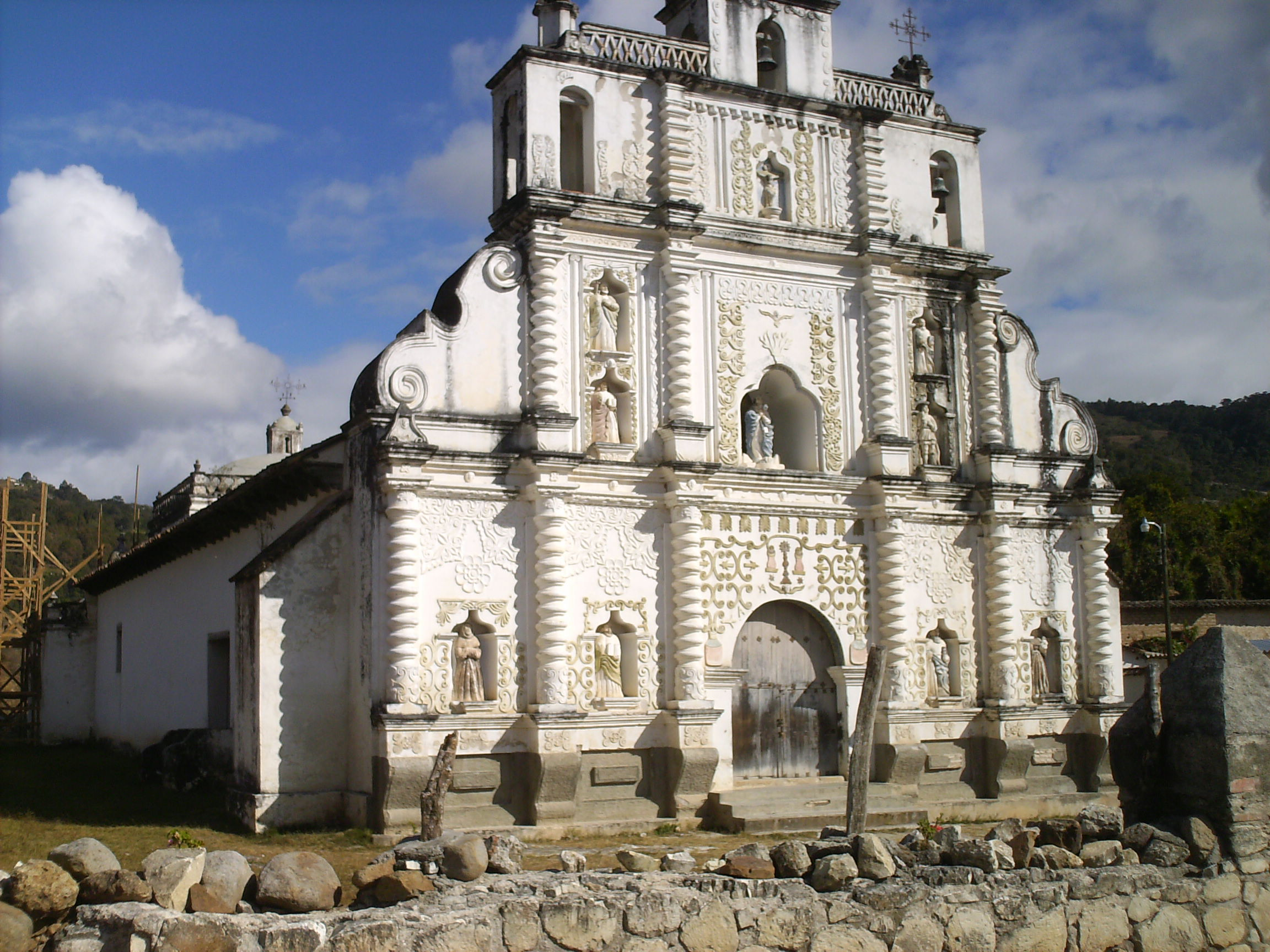
Iglesia de San Manuel de Colohete construida en el siglo xvii.

El sigo XVII fue uno marcado por la reorganización poblacional y un cierto abandono administrativo por parte de la corona y las autoridades virreinales a su vez del estancameinto economico y ataques externos por parte de otras potencias extranjeras y piratas. En 1603, durante la guerra anglo-española (1585-1604) los ingleses asolaron Puerto Caballos (actual Puerto Cortés). Entre los años de 1644 y 1647 fue nombrado como Capitán general y Gobernador de Honduras a Melchor Alonso Tamayo quien era caballero de la Orden de Malta o (San Juan)

#### Reorganización de poblados

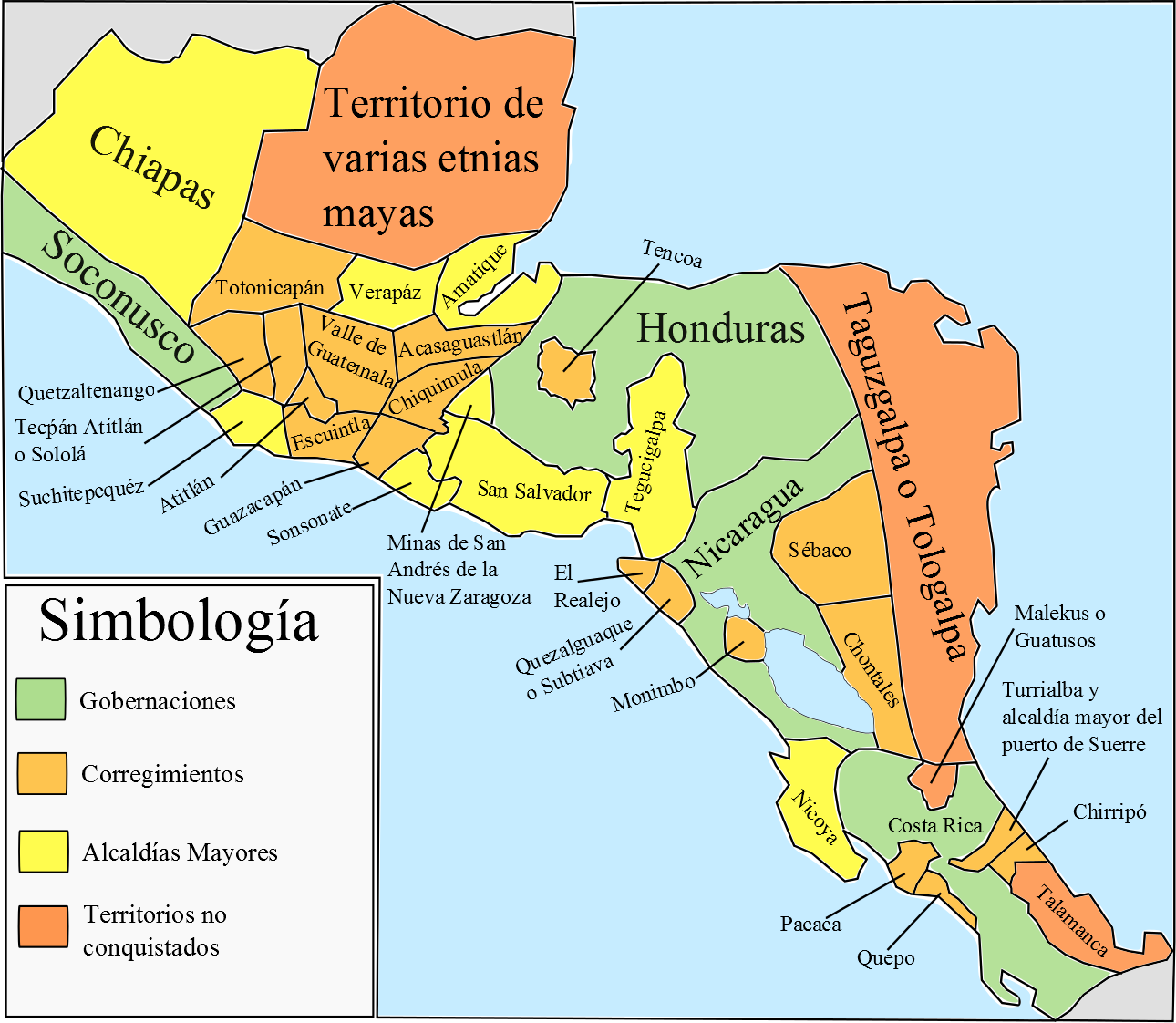
La gobernación de Honduras, la alcaldía mayor de Tegucigalpa, la alcaldía mayor de las minas de San Andrés de la Nueva Zaragoza, y el corregimiento de Tencoa junto con el resto de la Capitanía General de Guatemala en el año de 1650

para el siglo XVII ya habia un considerable numero de pueblos indígenas cristianizados, fue asi como bajo la autopridad virreinal estos pasaron a llamarse de otra forma, algunos con nombre del santo según el calendario o según su fundador y manteniendo un recordatorio del sitio denominado en lengua indígena, según los archivos del Índice General de Títulos de Tierras. Tales fue el caso de San Andrés de Orocuina, Santa Ana de Ula, San Antonio de Langue, San Antonio de Texigat, San Francisco de Reitoca, San Gerónimo de Agalteca, San Gerónimo de Guascoran, San Juan de Ojonona, San Juan de Linaca, San Lorenzo de Alubaren, San Matías de Tamara, San Miguel de Sapigrte, Santa María Magdalena de Teupasenti, San Sebastián de Aramecina, Santiago de Lepaterique, entre otros. 
En muchos de estos pueblos la población ya sabia hablar con regularidad el castellano aunque todavía se preservaban las lenguas nativas. La lengua Lenca Care abarcaba los pueblos de Cirilapa, Comayagua, Gracias a Dios, Gualala, Ilamatepeque, Jutibuca, Lepaera, Macholoa, Porta, Quecaltepeque, Suchitepeque, Tambla, Thenablay, Talua, Tencoa, Ujuera Zalapa, Yamaranguila. La lengua lecha o mexicana abarcaba los pueblos de Ahuanterique, Alubaren, Cayngala, Curaren, Lamani, Loterique y Reditoca.

#### Avance de las órdenes religiosas
Durante este siglo XVII, en Honduras comenzó la construcción de varias iglesias importantes que se convirtieron en símbolos emblemáticos de la presencia española y la evangelización católica. Aunque muchas iglesias se construyeron originalmente en el siglo XVI, fue en el XVII cuando se consolidaron, ampliaron, o reconstruyeron con mayor piedra y arquitectura barroca o renacentista colonial. Esto fue gracias a la expansión de órdenes como los franciscanos y mercedarios, quienes ya venían fundando misiones desde inicios del siglo anterior, sería en el siglo XVII que se levantaron muchas más pequeñas iglesias, conventos, y ayudaron a organizar la vida local como propinar educación a la poblacion indígena para aprender la lengua castellana.
Con el paso del timepo se pudo ver la fusión entre los elementos europeos con elementos indígenas, como las llamadas capillas de indios en ciertas iglesias, y el arte barroco ya notaba tener elementos indígenas muy marcados producto del sincretismo entre sus creencias originales y la fe Católica. Aunque las ciudades aun carecian del mismo nivel de desarrollo visto en otros centros urbanos del virreinato. Muchas de ellas estaban rodeadas de caminos polvorientos, con casas sencillas de adobe y techos de palma, y sus actividades giraban en torno a la minería intermitente, la agricultura de subsistencia, y la administración colonial básica.
A pesar de ello Comayagua creció como un núcleo urbano considerablemente más desarrollado que lel resto de poblados de toda la region y se convirtió en un punto estratégico para la administración y la economía ganadera de la región. Debido a esto se empezó la segunda fase de construcción de la Catedral de la Inmmaculada concepción, obteniendo un diseño mucho más grande y fastuoso el cual era mucho más cercano al que se conoce hoy en día, esta segunda fase de construcción tardo entre 1611 a 1634. 

### SigloXVIII

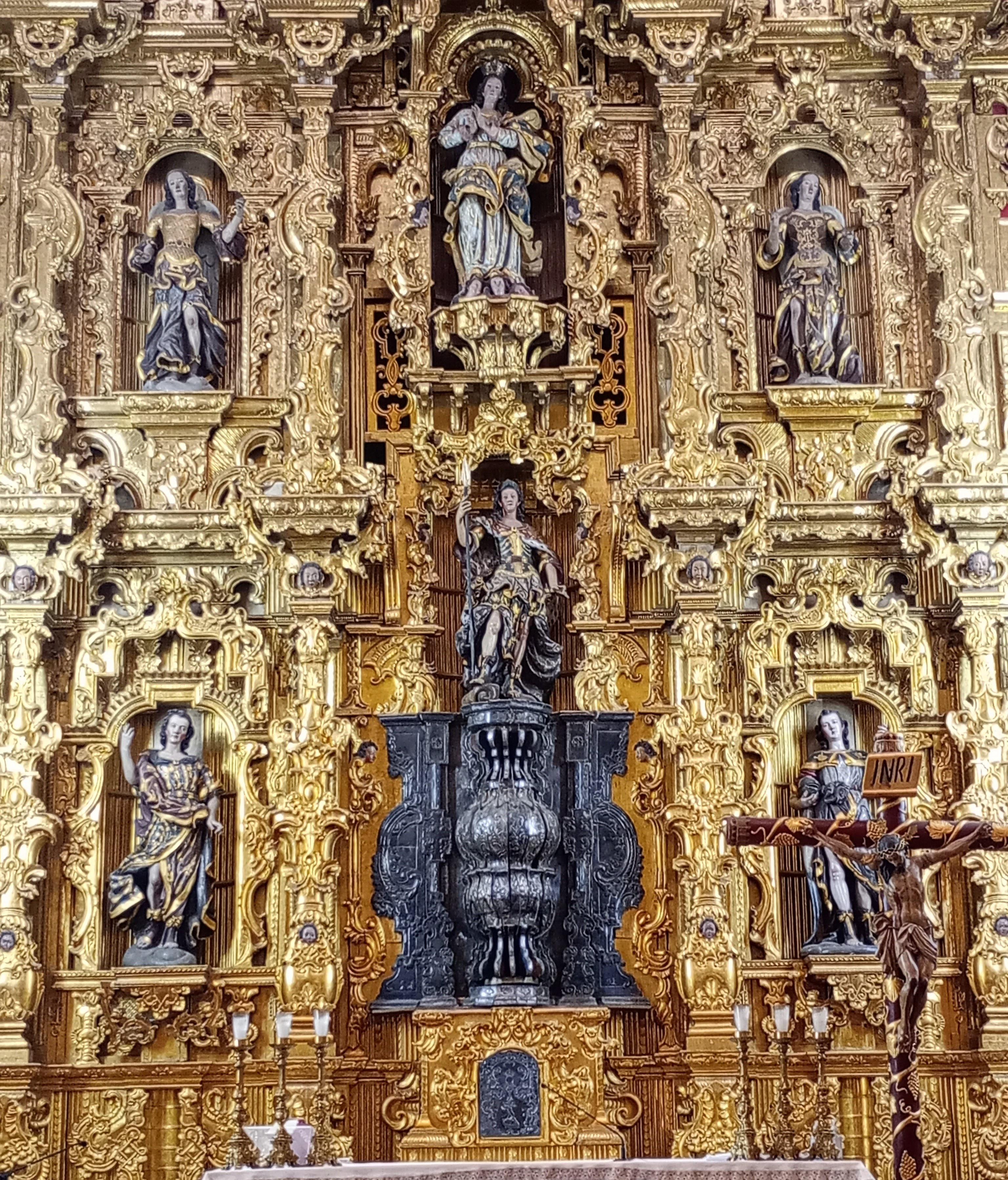
Retablo de la catedral de Tegucigalpa. Una de las obras artísticas virreinales más grandes de Honduras.

Después de la guerra de sucesión española, Honduras era una provincia remota y poco desarrollada dentro del Imperio, enfrentando los mismos retos de aislamiento geográfico, economía basada casi en su totalidad en la ganadería y minería limitada. Aunque la guerra tuvo un impacto mayormente indirecto en la región, la estabilidad política lograda tras el conflicto permitió un lento pero sostenido crecimiento de los centros urbanos como Comayagua y Tegucigalpa, sin embargo la llegada de la dinastía Borbón al trono llegarían una serie de cambios cruciales para la región. 

#### Transformaciones urbanas
Con las reformas borbonicas llego cambios para la región, Las ciudades hondureñas del siglo XVIII empezaban a florecer y consolidarse como centros urbanos de gran tamaño de forma lenta pero continua. Comayagua como el núcleo del poder español sobre el territorio y de la vida urbana vivió a principios de siglo una serie de renovaciones urbanas. Se terminó la catedral en 1715, se construyó una serie de acueductos y fuentes por toda la ciudad, y en cuanto a Tegucigalpa esta experimentó un crecimiento económico y demográfico sostenido durante el siglo. Su población mestiza aumentó, surgieron nuevos barrios, y se fortaleció la presencia de instituciones religiosas y civiles. La actividad minera atrajo comerciantes, artesanos y trabajadores, dando lugar a una vida urbana más dinámica. Si bien seguía teniendo una estructura colonial sencilla, con calles empedradas, casas de adobe, y techos de teja, Tegucigalpa ya mostraba señales de convertirse en el futuro centro político de Honduras.

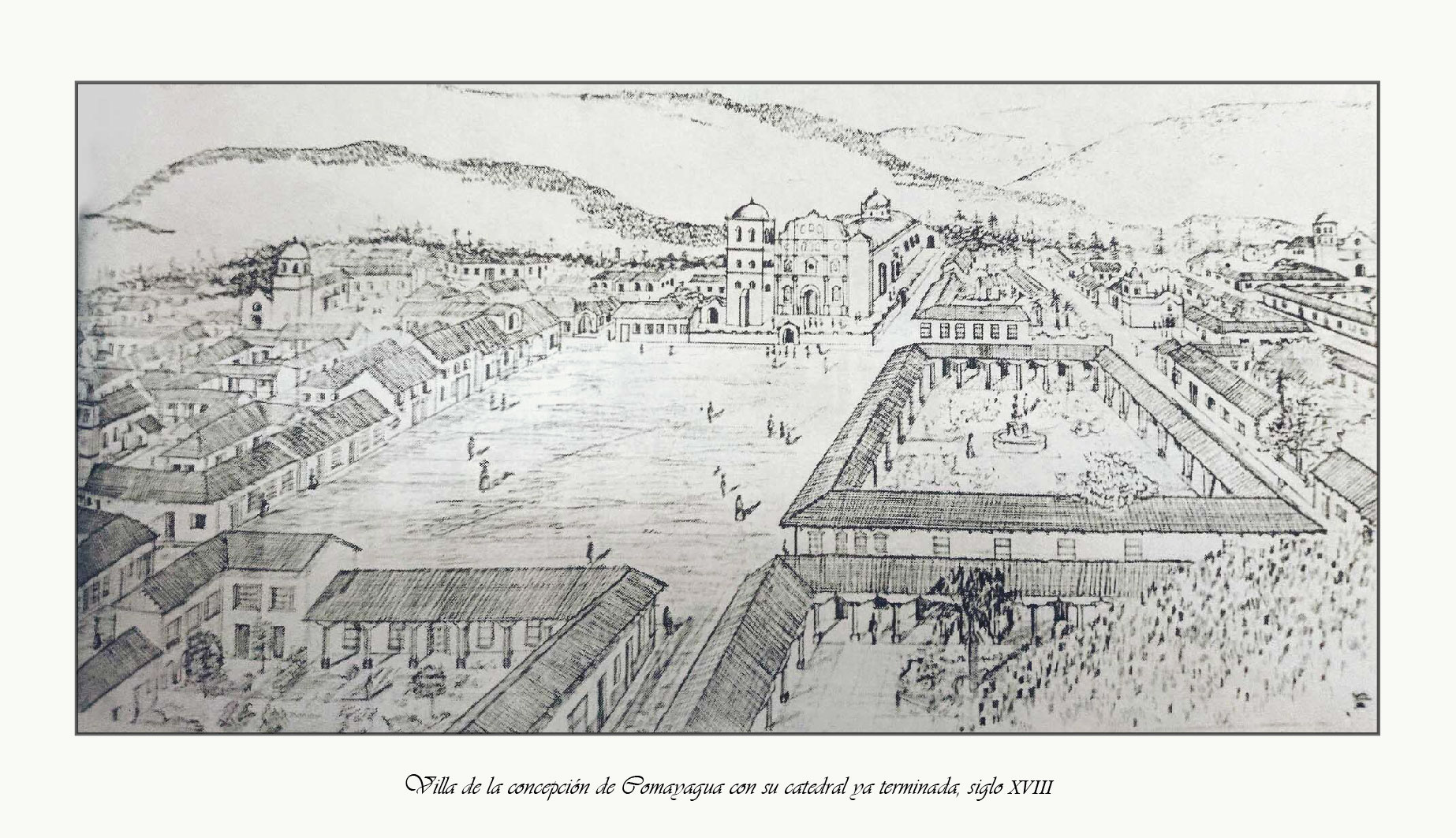
Ilustración que muestra a Comayagua a incios del ya como un centro urbano más desarrollado.

Durante este siglo en Honduras se construyeron, reformaron y consolidaron diversos edificios religiosos, administrativos y defensivos, muchos de los cuales aún existen como parte del patrimonio histórico del país. Varias casas coloniales pertenecientes a la clase criolla fueron ampliadas, se edificaron instalaciones destinadas a la administración del oro y otros bienes extraídos de la región, y se establecieron nuevas infraestructuras que beneficiaban a la población, como fuentes públicas de agua dando un aspecto más europeo a la ciudad, cosa que sucedió de igual forma en otros poblados de Honduras aunque no con las mismas dimensiones. Esto denotaba cierto desarollo que si bien fue limitidado, demostraba ya una preocupación real por parte de las autoridades por darle un aspecto mas urbanizado a la provincia almenos en los poblados donde hubiera mayor presencia poblacional mestiza y criolla y menos como una simple provincia de extración de recursos y destinada a las haciendas.  
Al mismo tiempo, se dio inicio a una nueva fase de reforzamiento militar para proteger las costas, motivada tanto por los continuos ataques piratas como por la creciente presión de otras potencias coloniales que buscaban controlar territorios estratégicos del Caribe. Por primera vez desde la conquista, Honduras comenzaba a experimentar un verdadero florecimiento urbano, impulsado por las reformas administrativas de la monarquía borbónica en el virreinato. Las ciudades, antes dispersas y marcadas por el abandono, empezaron a consolidar su traza urbana con mayor regularidad. Honduras, por primera vez, empezaba a pensarse como un espacio urbano conectado, con polos emergentes de poder, comercio y religión.

#### Presencia Británica

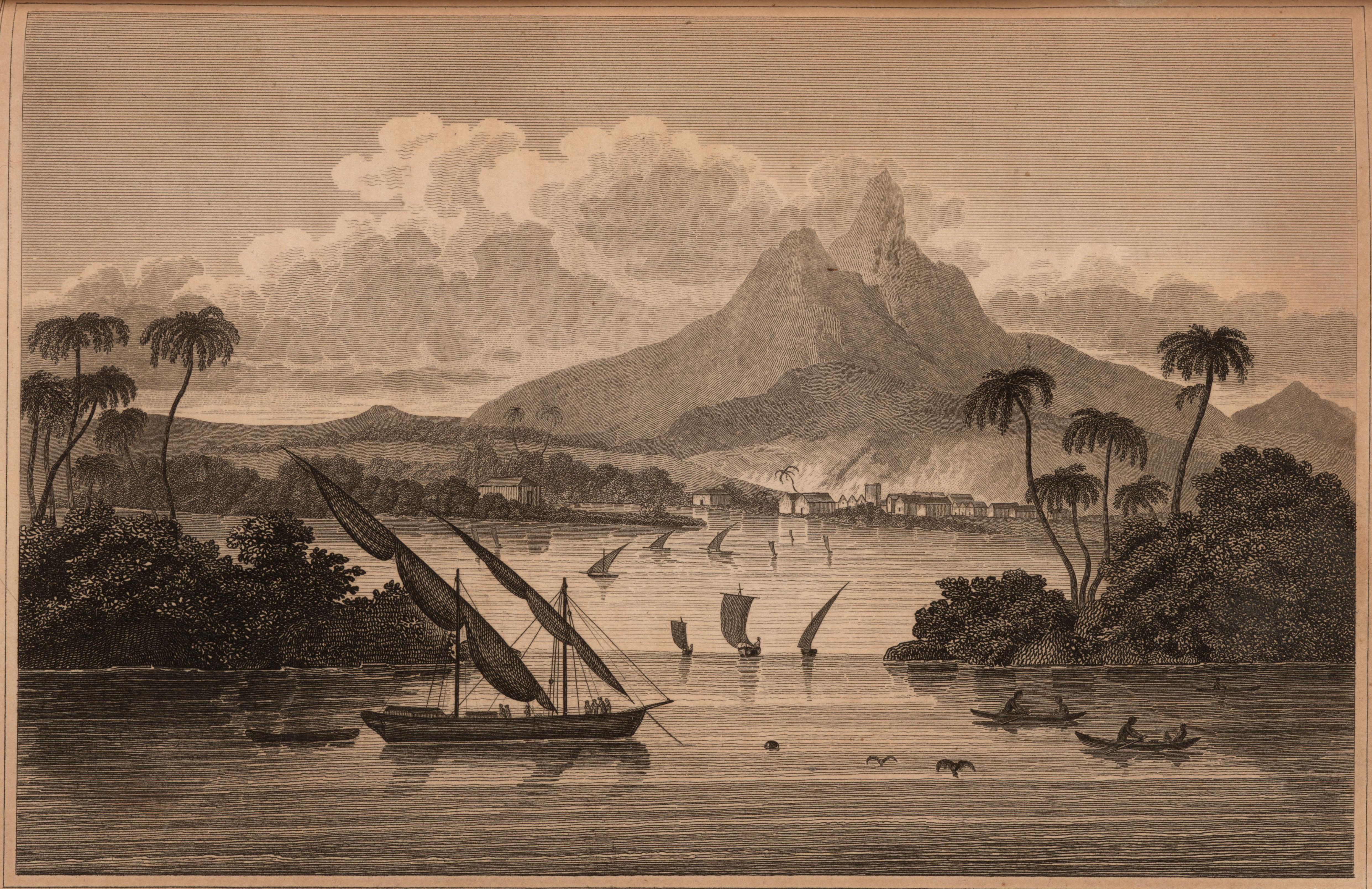
Asentamiento de Black River, ubicado en lo que es la costa norte de Honduras.

En 1732 Guillermo Pitt fundó Río Tinto (Black River) para asegurar el dominio británico de esta región al amparo de las alianzas anglo-misquitas. Su principal actividad fue el contrabando y la tala de caoba y palo de tinte, para después intentar  imitar el modelo de producción de caña de azúcar de la colonia de Jamaica con el empleo de seiscientos esclavos africanos. Para 1762 se produjo uno de tantos hechos oscuros en la colonización de América, con el tráfico de esclavos para los trabajos duros, los gobernadores de algunas provincias negociaron con el mercader de Cádiz Miguel de Uriarte, para que les proveyera de negros de África; Uriarte convino suministrar un mínimo de 1,500 esclavos para Cartagena de Indias y Portobello, 1,000 para la isla de Cuba y 400 para Honduras, mientras que para los destinos de Cumaná, Santo Domingo, Trinidad, Margarita, Santa Marta y Puerto Rico, consideró que por sus pocos habitantes y pobreza, solo llevaría entre 500 y 600 por año.

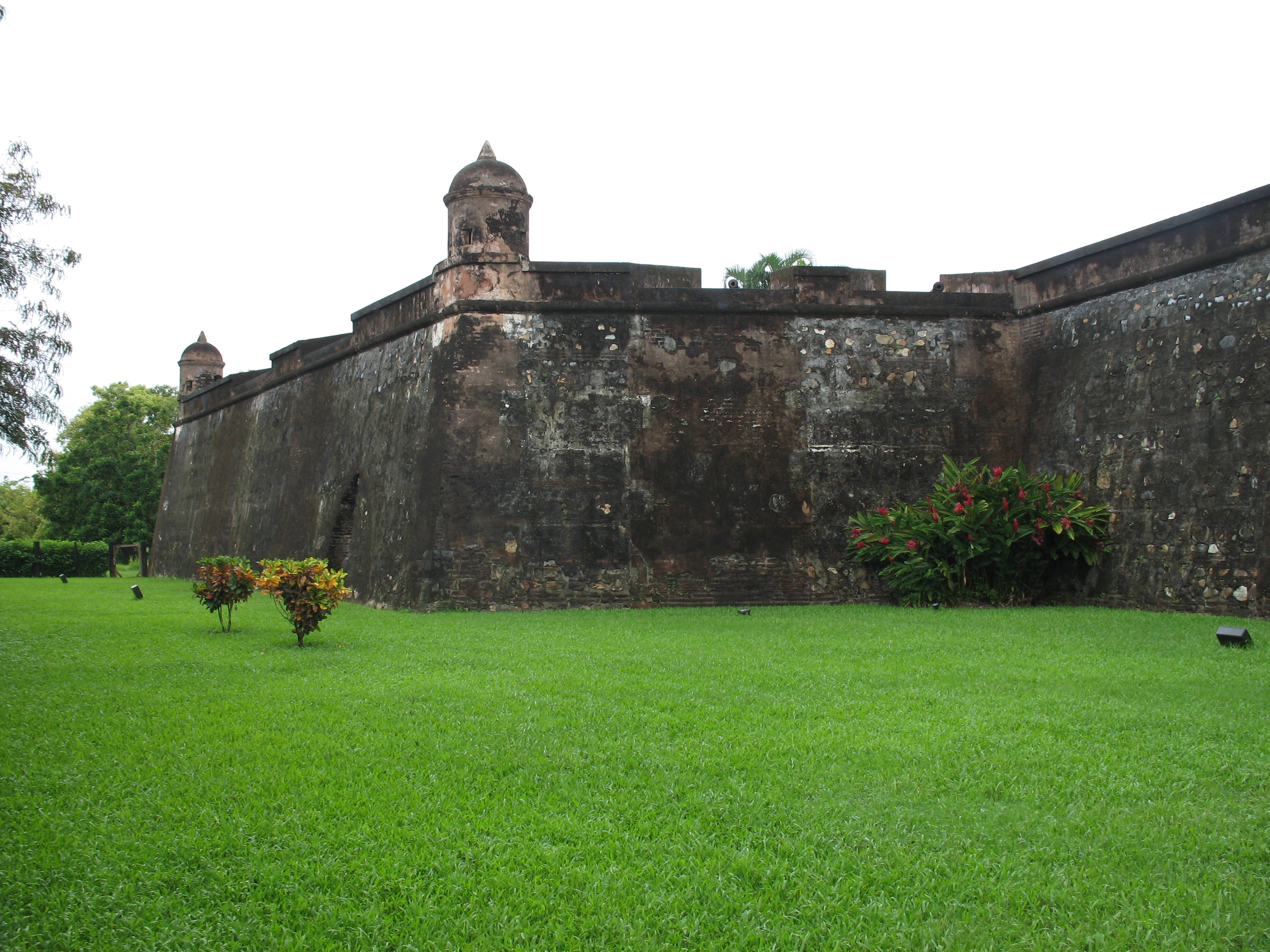
Murallas de la fortaleza de Omoa, construida a mediados del.

Durante la guerra anglo-española (1779-1783) se libraron combates para la expulsión de los británicos de sus enclaves ilegales en el terreno hondureño. En 1779, al poco de la terminación de la fortaleza de San Fernando, los británicos la ocuparon. Matías de Gálvez, Capitán General de Guatemala reunió una fuerza con soldados procedentes de todas las regiones bajo su jurisdicción y los expulsó el 5 de enero de 1781. Suguieron los combates como en el naval de Tela (1779). Finalmente los españoles infringieron una dolorosa derrota a los británicos en su ambiciosa y fallida Expedición a San Juan (1780) que durante dos meses trató de remontar el río San Juan para ocupar la estratégica ciudad de Granada (actual Nicaragua). El suministro de bienes y alimentos desde las poblaciones de San Miguel Guancapla y Choluteca contribuyó a la victoria del ejército mandado por Matías de Gálvez, quien fue recompensado con el nombramiento de Virrey de la Nueva España en 1783. Con la victoria en la batalla de Roatán se logró la expulsión de los británicos de Islas de la Bahía. Sin embargo, el apoyo desde la colonia de Jamaica a Rio Tinto supuso la derrota española en este enclave. El tratado de París de 1783 que ratificaba la independencia de los Estados Unidos del Imperio británico gracias al apoyo de Francia y España, resultó también en el final de la soberanía británica sobre Rio Tinto, Roatán y cabo Gracias a Dios.

#### Reorganización territorial

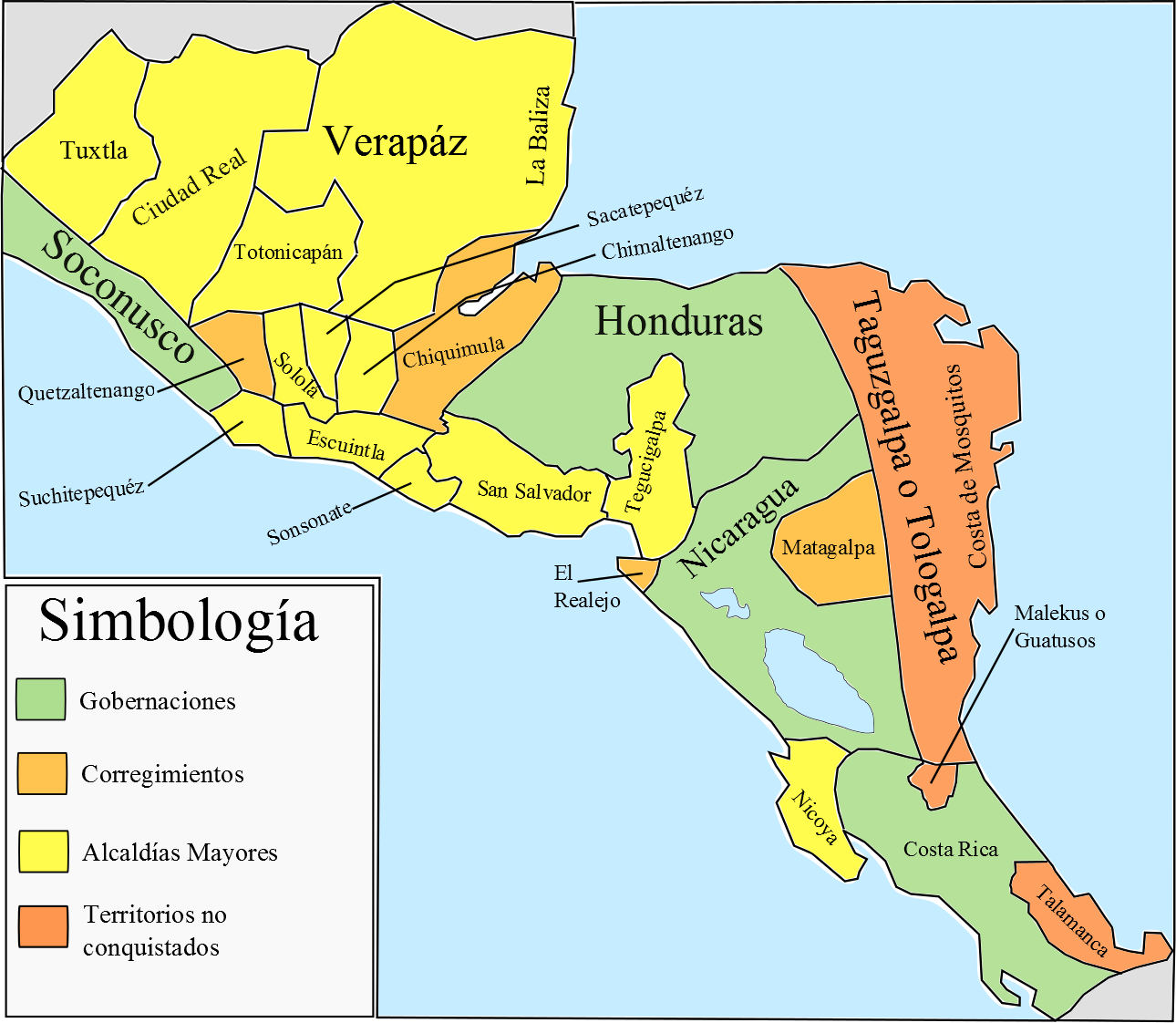
La gobernación de Honduras y la alcaldía mayor de Tegucigalpa, junto con el resto de la Capitanía General de Guatemala, para el año de 1780, antes de la implementación del sistema de intendencias

El 23 de diciembre de 1786, y formó parte de la Capitanía General de Guatemala. Comprendía dos partidos, Comayagua, cuya capital, sede de la intendencia y del arzobispado era Santa María de la Nueva Valladolid de Comayagua Tegucigalpa, cuya ciudad principal era la villa de San Miguel de Heredia de Tegucigalpa. La intendencia estaba dirigida por un gobernador-intendente nombrado por el rey. El gobernador-intendente tenía su residencia en Comayagua, capital de la provincia, el que no ejercía jurisdicción militar en los establecimientos de Omoa, Trujillo, Roatán, río Tinto y el cabo de Gracias a Dios, porque directamente dependían del gobierno de la Capitanía General.

## Comercio en la colonia

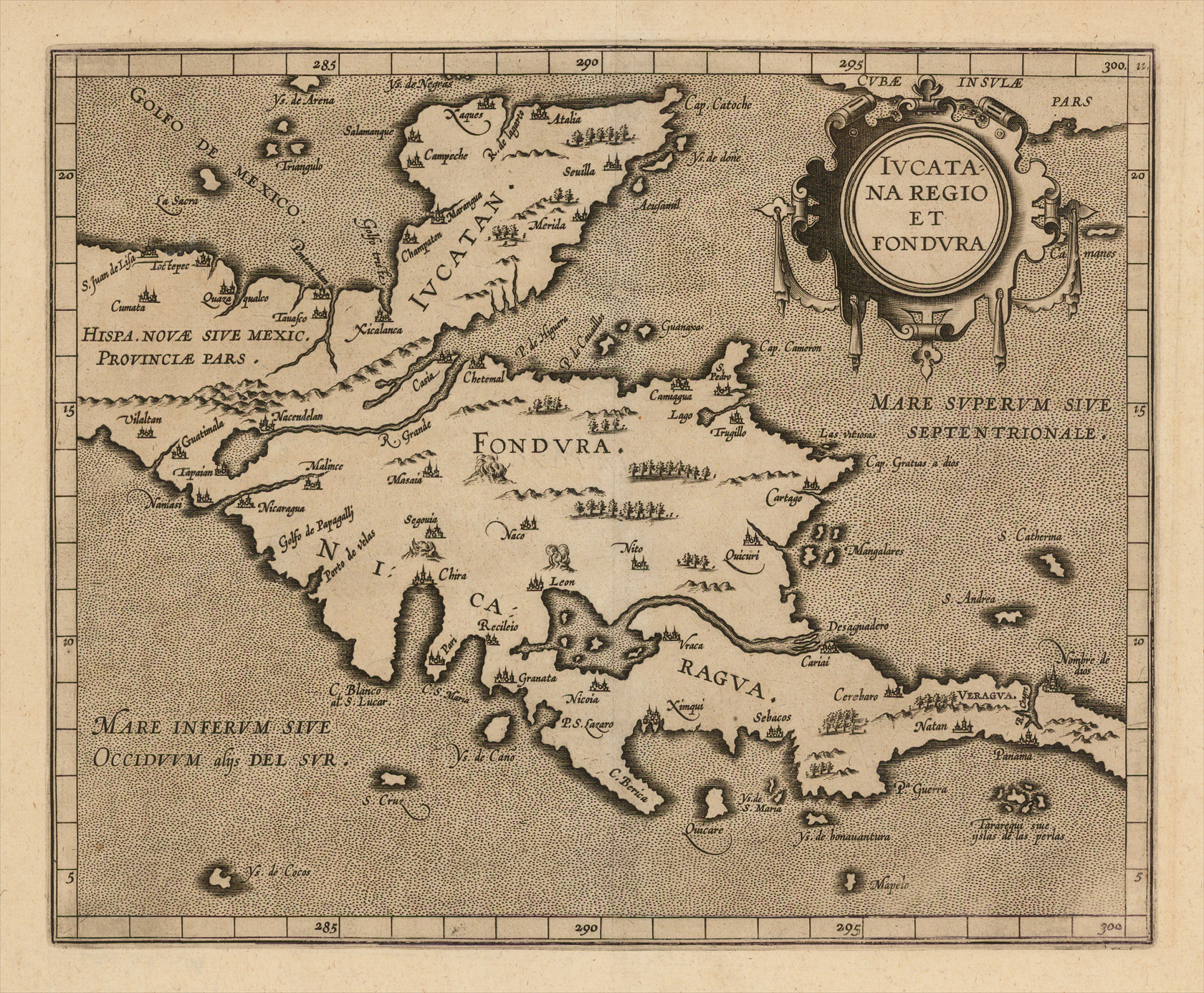
Mapa de Centroamérica de 1597, durante el periodo colonial la región estuvo conectada por varios caminos y carreteras.

Honduras estuvo dominada y colonizada por el Imperio Español durante trescientos años hasta su independencia junto con las otras provincias del istmo centroamericano, en este tiempo estas colonias mantuvieron una estrecha relación de comercio entre la península ibérica, Cuba, Santo Domingo, Tierra firme,  Nueva España, Nueva Granada, Trujillo (Perú), Nueva Galicia y entre sí.
En 1526 el mercader Diego de Aguilar, estando en el puerto de Triunfo de la Cruz, con un navío cargado de mercancía para los hombres de Francisco de las Casas, relata: 

Estando seguro en el dicho puerto que iba por vender los dichos quesos y vinos e mercaderías, a donde hallase aparejo de quien gelo comprase como mercader tratante. Como a Diego de Aguilar mercader y propietario de navío y originario de Santo Domingo y mercader Francisco Camacho vecino de Triana, se les hace factible el comercio de sus productos entre España y las Nuevas Indias.

Entre los años de 1714 y 1725 la Corona Española, consideró en reforzar la economía en las colonias americanas, es cuando se crean cinco compañías de comercio, con especial privilegio de exportar e importar desde la metrópoli y una determinada provincia, la Compañía Guipuzcoana, con sede en Bilbao y que era monopolio del comercio con Venezuela fundada en 1728, la Compañía de Galicia o de Campeche; la de Honduras, la de Sevilla, la de La Habana fundada en 1740 con el monopolio del tabaco cubano en España; la de Barcelona que negoció con el algodón de Cumaná fundada en 1752 y Guayana. de estas compañías solo la primera y las dos últimas fueron importantes. La Compañía de Honduras fundada en 1714, actuaría en las proximidades de las costas pobladas por los cortadores de palo ingleses.

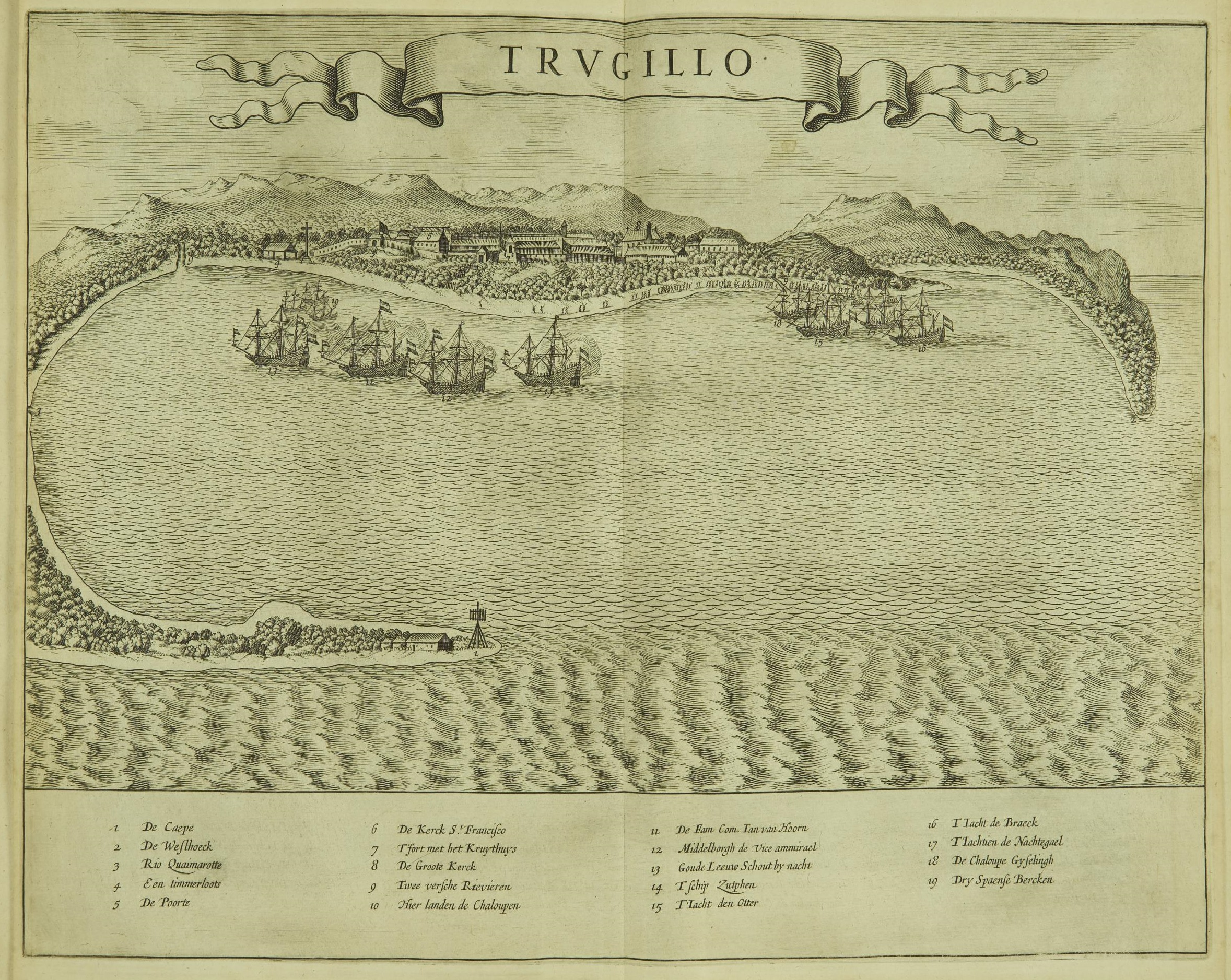
Grabado del puerto de Trujillo, donde cientos de navíos españoles atracaban para transportar mercancías.

Trujillo y Olancho se convirtieron en los primeros exportadores de ganado, a partir de 1787 se comenzó el crecimiento de comercio con destino a Cuba, el ganado era traído desde haciendas de Olancho, Olanchito, Trujillo y Yoro con Río Tinto, con destino a los asentamientos ingleses en Roatán, Belice y hasta la colonia de Jamaica, algunas de estas transacciones denominadas ilícitas. En 1860 Honduras exportó gran cantidad de reses con destino a Cuba, los cálculos de animales exportados en 1878 varían sus registros entre 19,000 a 20,000 cabezas. Entre los años de 1778 a 1783 se recaudaron 51,100 Pesos dos y medio reales, entre 1783 a 1789 fueron 38,814 Pesos uno y medio y entre 1792 a 1797 la recaudación fue de 12,286 Pesos y un real, de acuerdo al apercibimiento de las rentas en la Provincia de Honduras y sus alcaldías mayores.
Para 1797 el barril de harina tenía un precio de 13,50 Pesos, en 1801 había aumentado a 24 Pesos, en 1809 había disminuido a 18 Pesos el barril.El vino en 1799 costaba 40 pesos la botella, la sidra 28 pesos el botellón, el aceite 36 Pesos, el quintal de almendras 200 Pesos, azúcar 5 pesos la arroba.
El acero para construcción costaba en 1799, 35 Pesos el quintal, el fierro tenía un precio de 30 pesos. La primera exportación de Honduras fue la minería (oro y plata), el tabaco (caja de diez cigarros), el añil, la zarzaparrilla que en el año de 1800 tenía un buen valor con respecto al Peso fuerte español (dólar español, también conocido como peso duro y fuerte) frutos, cueros (pieles), astas de buey; en 1804 se reporta la exportación de 242,743 Pesos con 2.5 reales de Plata fuerte, 784 piezas de monedas de oro, alhajas de 6 onzas de peso, 561 onzas de plata. En cuanto a la minería el más alto índice de exportación fue entre 1585 a 1610, estancado hasta 1630 y después cae en una abrupta depresión.
Se informa que en 1804 han llegado naves al puerto de Trujillo cargadas de mercaderías con destino para Guatemala, león y Guayaquil. Se trata de fletes de bretañas, estopillas lisas y labradas, listados de arabia, pañuelos e hilos de oro, de ellos uno va con destino exclusivo a la catedral de León. El 25 de octubre de 1811 arriba al puerto de Cádiz, el bergantín «San Miguel», procedente de Honduras y La Habana en cincuenta días de navegación, de la nao descargaron frutos y 5,700 Pesos, según informe de la Gaceta de la Regencia de España e Indías.
En el siglo xix los algunos productos y alimentos tenían que ser importados, en 1854 se importaban azúcar, ajos, aceite, café, carnes, especias, fideos, harinas, mantequilla, té, sal, vinagre. En artículos varios se introducían objetos como cofres, cristalería, espejos, loza, muebles, etc. Algunos traídos de España y otros de Cuba,

## Autoridades del lugar
Primeramente fue el gobernador de Santo Domingo encabeza como máximo representante de la monarquía española en los nuevos territorios, seguidamente el gobernador de Cuba don Diego Velásquez, envió a Hernán Cortés a colonizar el continente, consolidándose hasta 1535 el Virreinato de Nueva España con asiento en México y cuya Capitanía General de Santiago de los Caballeros con asiento en Guatemala fue la mayor en escala jerárquica para la Provincia de Honduras, seguidamente se reordenó el territorio creándose las alcaldías mayores de Comayagua, Tegucigalpa y Nueva Zaragoza en lo que hoy es Ocotepeque, creadas con relación a la exportación de metales preciosos. 
En el siglo xvii los funcionarios de la corona española más notables son: el Gobernador, Corregidor, Alcalde Mayor, al alto clero (obispos), los encomenderos y hacendados quienes compartían un alto y respetado nivel social.

## Principales lugares colonizados
El 3 de mayo de 1524 es fundado Villa del Triunfo de la Cruz, por Cristóbal de Olid, en fecha 8 de septiembre de 1525 fundada la Villa de la Natividad por Hernán Cortés, 1526 Villa de la Frontera de Cáceres por Bartolomé de la Celada, 1534 Villa de Buena Esperanza-Naco por Andrés de Cereceda, 1535 Villa de Jerez de la Frontera de Choluteca por Cristóbal de la Cueva, en 1536 San Pedro de Puerto Caballos por Pedro de Alvarado y Gracias a Dios por Gonzalo de Alvarado, más tarde en 1537 la Villa de la Inmaculada Concepción de Comayagua, por Alonso de Cáceres, en 1540 San Jorge de Olancho y seguida de la Villa de Nueva Salamanca.
Las rutas que los españoles iban trazando según sus avances sobre el territorio hondureño, se registrarían hasta 1547, las cuales eran: 
| Sitios                                 | Distancia aproximada                                               |
| Puerto Caballos a San Pedro            | 14 leguas                                                          |
| San Pedro a Gracias a Dios             | 35 leguas                                                          |
| Gracias a Dios a Comayagua             | 25 leguas                                                          |
| Comayagua a San Jorge de Olancho       | 20/30 leguas                                                       |
| San Jorge de Olancho a Nueva Salamanca | 30 leguas                                                          |
| Nueva Salamanca a Trujillo             | 40 leguas                                                          |
| Trujillo y Puerto Caballos             | Estaban incomunicados, su distancia era de aproximados 40 leguas,, |
| Sin explorar                           | Taguzgalpa conocida como la Mosquitía.                             |

En 1547 el Obispo Cristóbal de Pedraza, describía la provincia de Honduras, como un territorio de tierra arruinada y despoblado, hasta de indios, mencionó que se podía andar 30 leguas sin encontrarse con un pueblo.

### Trujillo

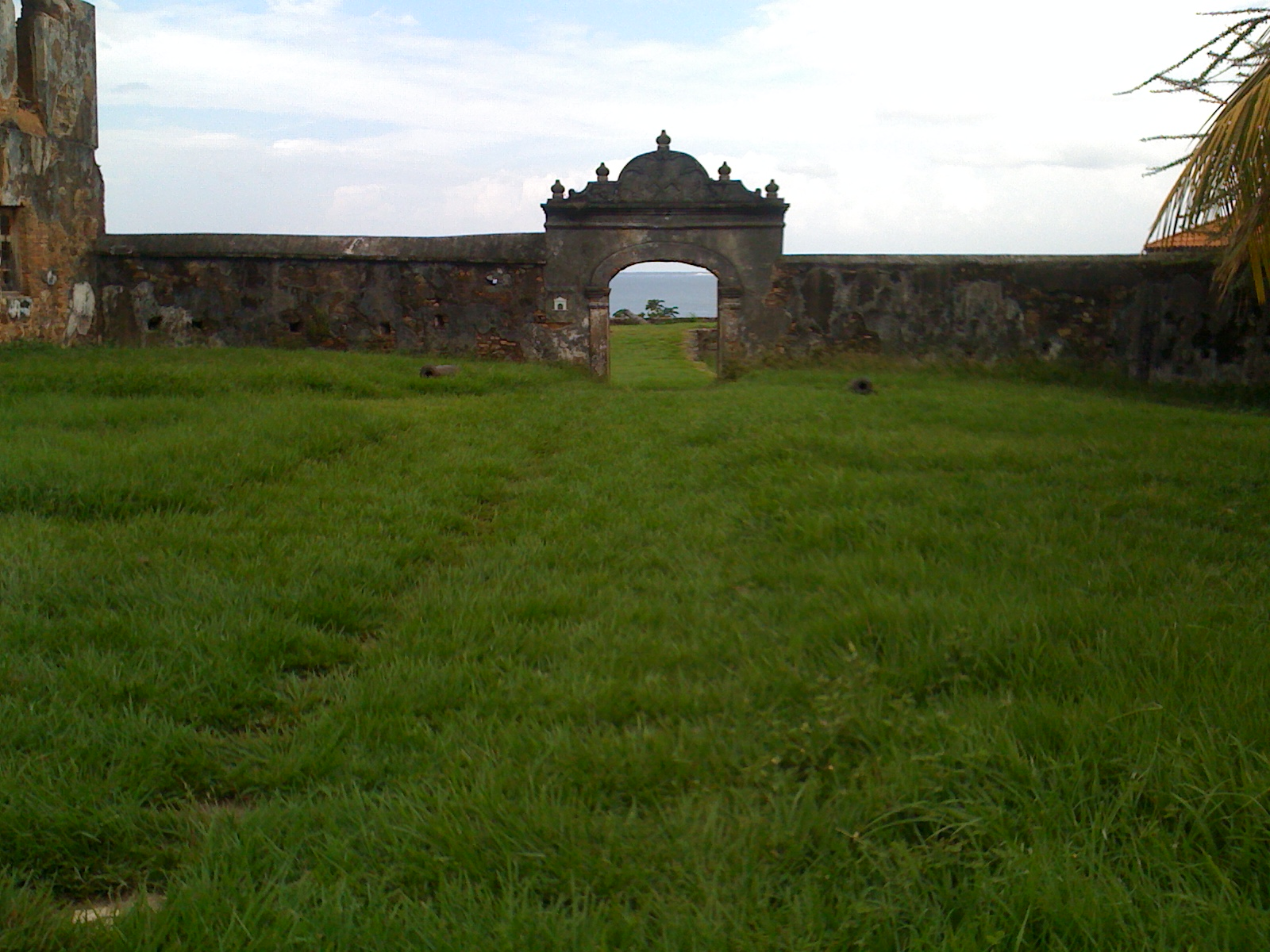
La fortaleza de Santa Bárbara fue edificada en el siglo xvi para defender la villa de ataques piratas, siendo uno de los fuertes más antiguos en América

El almirante Cristóbal Colón desembarco el 14 de agosto de 1502, la villa de Trujillo fue fundada el 18 de mayo de 1524, por el capitán Juan de Medina, siendo su primer alcalde y siguiendo órdenes de Francisco de las Casas, su primera población fue de 40 españoles. Trujillo fue en importancia similar como otros puertos españoles Cartagena, Veracruz o La Habana, su jurisdicción administrativa comprendía desde Punta Castilla, hasta el río Tinto o Negro en el Este y la Villa de Sonaguera en el Suroeste.

En 1530 Andrés de Cereceda informa que Trujillo cuenta con 1.000 indios, más tarde en 1547 el obispo Pedraza informa que solo quedan en la localidad 150 a 180 indios en los pueblos aledaños y que anteriormente los censos mostraban que contaban con 2.000 y entre 500 casas.

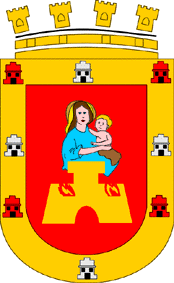
Escudo de armas de Trujillo.

En 1539, contaba con 16 o 17 encomiendas, muy atrasada comercialmente con respecto a Gracias a Dios y Comayagua. En 1551 se mandó a construir la fortaleza de Santa Bárbara con el fin de custodiar la bahía y el puerto de la villa, el 7 de julio de 1558 fue atacada por piratas franceses que se habían apoderado del Mar Caribe, a esto le siguió los ataques piratas de 1576 al mando de Andrew Barrer que robaron gran cantidad de vino y aceite. Seguidamente en 1633 es atacada por piratas ingleses que saquearon la ciudad y se llevaron las piezas de artillería y otras armas, en 1638 ataque al mando de Gareabu al mando de holandeses. 1641 ataque de Dieguillo “el Mulato” o Diego Díaz “Lucifer” saquearon el puerto y tomaron rehenes importantes, después en 1643 por otros piratas al mando de Guillermo Jackson, estando la villa habitada solo con 150 soldados españoles, este la quemó después de saquearla totalmente. 1668 barcos piratas asedian una nave española que traía mercancías al puerto, 1689 el puerto recibe un ataque sincronizado de piratas provenientes desde Nueva Segovia y de la costa norte de Honduras y en 1742 el puerto sufre un ataque de ingleses provenientes de Roatán.
El monasterio fundado en Trujillo por los misioneros fue desplazado a Nueva Valladolid de Comayagua debido a los ataques, pero en 1782 el capitán general don Matías de Gálvez condujo a los ejércitos españoles a la mayor ofensiva por recuperar los asentamientos perdidos, el apoyo financiero de La Habana fue esencial ya que mantenía una estrecha relación desde 1780, como el de las milicias negras y los infantes del interior de la provincia. Para 1789 las exoneraciones realizadas a las exportaciones e importaciones de comercio en el puerto de Trujillo fueron benéficas económicamente.
En 1821 cuando la independencia de Honduras de la Corona Española, Trujillo presentaba un censo de tan solo 148 personas.

### Puerto Caballos

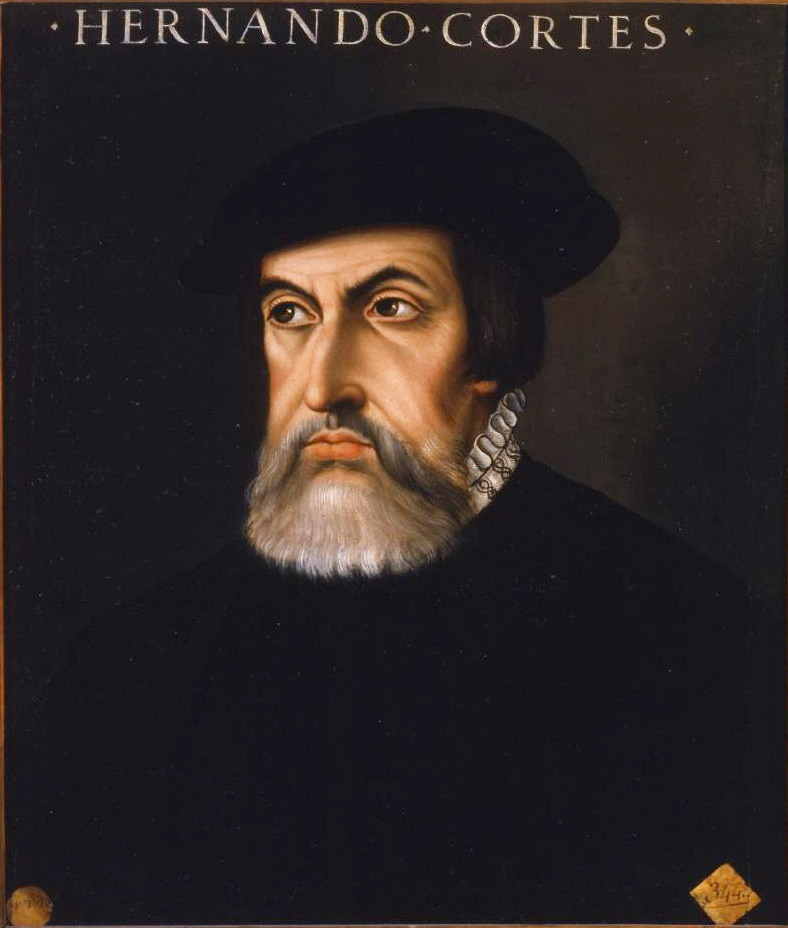
Hernán Cortes desembarco en las playas de Puerto Caballos (Actual ciudad de Puerto Cortes) en 1524 acompañado de sus hombres desde México.

Puerto Caballos, fue fundado como San Gil de Buena Vista, por Gil Gonzáles Dávila, de inmediato se convirtió en uno de los principales puertos en el Mar Caribe con una población inicial en seis españoles en 1539. De aquí partieron los primeros 60 hombres con destino a explorar y fundar poblados, a unas 20 leguas de Puerto Caballos, se fundó la Villa de Buena Esperanza, seguidamente se adentraron en el Valle de Naco, donde empezaron los brotes de resistencia indígena sobre los hombres de Andrés de Cereceda, especialmente del cacique Cicumba.
En 1558 fue atacado junto con Trujillo por piratas, seguidamente en 1570 fue atacada por corsarios Luteranos. 1575 otro ataque pirata al mando de Cristóbal Newport, llegando en 40 barcos y saquearon y quemaron la población. Entre 1578 y 1580 Guillermo Parker o Guillermo Parquerito, asalto al mando de 350 ingleses pero esta vez fueron rechazados por el ejército español. 1603 otro ataque al mando de Pie de Palo y Diego “el Mulato” no hay registro del asalto al año siguiente 1604 fue desplazada su importancia hacia Santo Tomás de Castilla a orillas del río Dulce en Guatemala. Para 1639 piratas al mando de Nataniel Butler atacan Puerto Caballos y la boca del Río Úlua y el sitio de Omoa. Entre los años 1660-1665 ataque al puerto por Juan Nao el Olanés los piratas torturaron a los pobladores e incendiaron la ciudad.

### Naco
Entre 1524 a 1533 fue conquistado, saqueado y abandonado. En 1533 Andrés de Cereceda ordena la aprehensión de los rebeldes y esclavizarlos, otros son exiliados. Cereceda en 1534 funda Buena Vista en las cercanías de Naco y en 1535 informa que el poblado contaba con alrededor de 400 y 500 casas con aproximados 1 500 indígenas, en el mismo año fue envenenado en este lugar el gobernador Diego de Albitez, veterano de las campañas en Honduras, en su lugar se nombró a Vasco de Herrera, quien más tarde fuere asesinado por orden de Diego de Herrera, nombrado años después como Magistrado Oidor en la primera Audiencia de los Confines.
Mientras el gobernador Francisco de Montejo estimó en 1539 que Naco contaba con alrededor de 10 000 hombres, Naco y Quimistán eran pueblos adelantados en la jerarquía española.

### San Pedro de Puerto Caballos
Antiguamente el asentamiento fue de los indígenas "Tholoma", fundada el 27 de junio de 1536, por el adelantado capitán don Pedro de Alvarado, con el nombre de San Pedro de Puerto Caballos, y con una población de 30/39 españoles, el 4 de julio de 1893 fue elevada como cabecera municipal del departamento de Cortés.
El primer repartimiento indígena se realizó en San Pedro de Puerto Caballos en 1536 además distribuyó 150 pueblos en encomienda, de los cuales dieciocho estaban ubicados en el Valle del Úlua.

### Gracias a Dios

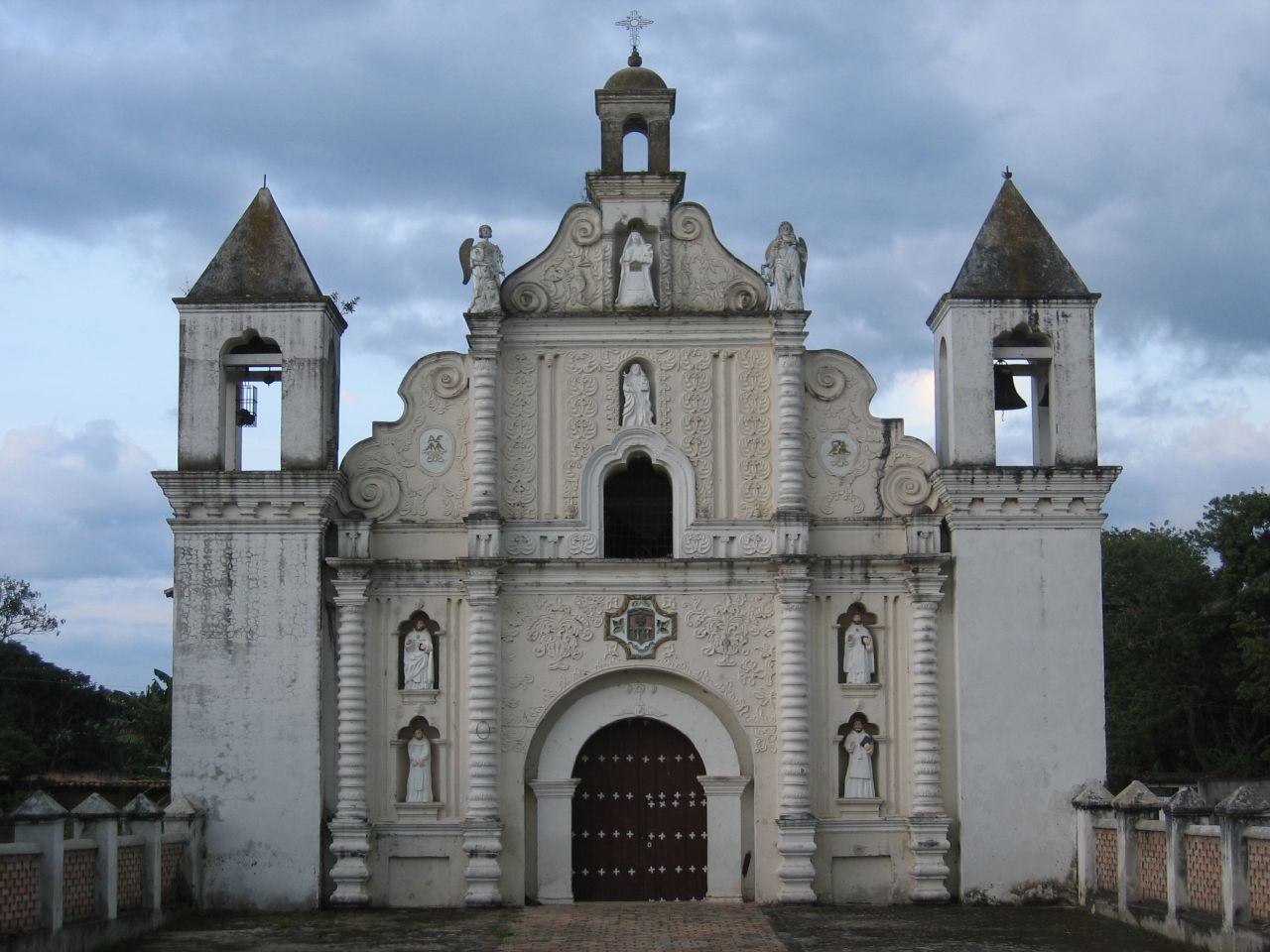
Iglesia de la merced de Gracias Lempira.

Fue fundada en 1536 con el nombre de Gracias a Dios, por el capitán Gonzalo Alvarado y Chávez, primo hermano de don Pedro de Alvarado, al margen de la ribera del Río Higuito y que anteriormente había fundado el pueblo de Opoa. Gracias a Dios se fundó inicialmente con 95 españoles en 1536.
Diego García de Celis reporta que el poblado de Gracias cuenta con 2 000 y 3 000 casas como Taloa, Guarcha, Cerquín y Telulocelo.
El 14 de enero de 1539 el pueblo de Gracias fue elevado a municipio por don Juan de Montejo, contaba con 35 encomiendas, su importancia comercial venía de las minas, los cultivos de añil, la ganadería y otras fuentes económicas para la corona española, citados en la ciudad don Francisco de Montejo Gobernador de Honduras y su suegro el Licenciado Alonso de Maldonado en su carácter de gobernador y capitán general de Guatemala, con el propósito de dar cumplimiento a la Cédula Real de fecha 3 de septiembre de 1543 para la creación de una Audiencia de los Confines, con la cual la voluntad del rey se hacía presente en las nuevas provincias, mediante magistrados nombrados que conocerían de casos, para ese fin, el 16 de mayo de 1544 fue establecida dicha audiencia en la ciudad de Gracias, denominándose formalmente "Real Audiencia y Chancillería de los Confines de Guatemala y Nicaragua". 
Su primer Presidente fue Don Alonso de Maldonado y Solís y varios oidores todos con instrucción en jurisprudencia, los magistrados nombrados fueron: Don Diego de Herrera, Don Pedro Ramírez de Quiñones y Don Juan Roxel, esta corte tendría jurisdicción desde Yucatán hasta el territorio de la provincia de Nicaragua; dicha audiencia a solicitudes del magistrado Alonso de Maldonado y el fraile Jiménez se trasladó a Guatemala en 1549, alegando la lejanía y el difícil camino hacia la ciudad de Gracias. En 1550 fue fundado un monasterio por la Orden Mercedaria, siendo los misioneros fray Nicolás del Valle y fray Francisco de Cairia. En 1700 la ciudad era jurisdiccionalmente el Partido de Gracias, bajo la Intendencia de Comayagua/Honduras, asiento del Gobernador Intendente.
De la ciudad de Gracias procedieron los españoles a explorar y colonizar el amplio territorio de los Lencas, como ser: Santiago de la Iguala (La Iguala) fundada el 1 de mayo de 1526, Parroquia misionera de Gualan (Gualcince) fundada en 1576, Erandique fundada como Cerquín en 1600, Candelaria fundada en 3 de agosto de 1607, como San Francisco de Joconguera, Cololaca 1628.

### Quimistán
En 1535 Andrés de Cereceda informa que es un pueblo adelantado y que cuenta con 25 pueblos sujetos a su dominio, con alrededor de un total de 300 a 2 000 casas, el poblado pertenecía al Curato de Tencoa.

### Villa de Santa María de Comayagua

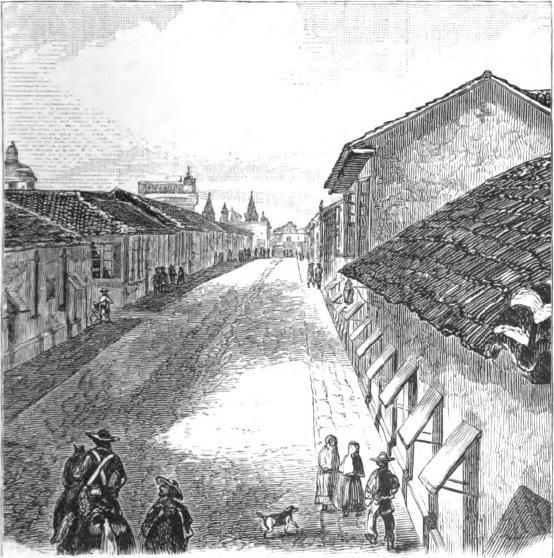
Vista a una calle de Comayagua durante la época colonial.

Fue fundada en 1537 por el capitán don Alonso de Cáceres, siguiendo órdenes del gobernador de la Provincia desde Yucatán hasta el río Úlua, en lo que era denominado el territorio de Hibueras, su población inicial fue de 35 españoles. En 1539 el poblado contaba con 35 a 40 encomiendas. El 3 de septiembre de 1543, Felipe II rey de España ordena la creación de la Real Audiencia de los confines, resida en la Villa de Concepción de Comayagua, después el nombre fue cambiado a Villa de Nueva Valladolid, en honor a la ciudad de Valladolid y a la cual Felipe II había cambiado la capital, el 20 de diciembre de 1557, el rey Felipe II le otorga el título de ciudad, en ese tiempo Comayagua contaba con un Convento de la orden Mercedaria, fundado en 1553 por el fraile Jerónimo Clemente y una iglesia construida en 1551 a un costo de 15,000 pesos de oro.

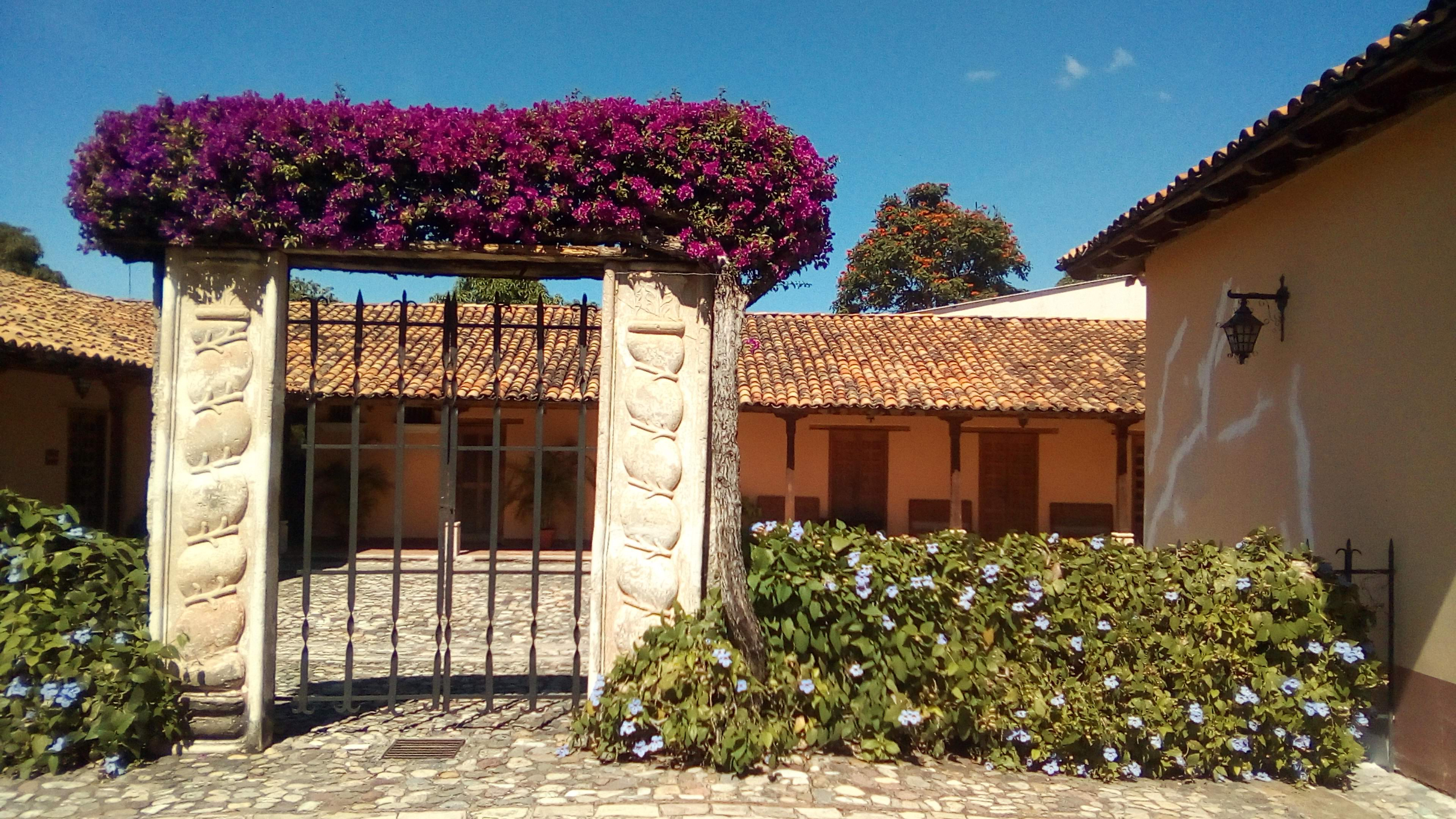
La casa que hoy funciona como el museo de arqueología de Comayagua fue construida a mediados del siglo xvi.

En 1561 el fraile Jerónimo de Corella traslada la silla episcopal desde Trujillo a esta ciudad, fundándose así el Obispado de Comayagua, la ciudad en si fue tratada como una capital debido a su situación geográfica en medio del territorio y su proximidad a las minas de oro y plata existentes, en 1585 se construyó la primera catedral de Inmaculada Concepción, las obras empezaron en 1634 y terminadas en 1715 siendo la catedral más grande de Honduras para esos años.
Durante el periodo virreinal Comayagua funciono como el principal centro de arte y cultura de la región, además de poseer el principal centro de estudios de Honduras el Colegio Tridentino de San Agustín. En 1788 Comayagua fue nombrada como Intendencia, absorbiendo políticamente a la Villa de Tegucigalpa y Gracias a Dios, aunque Tegucigalpa mantenía su incremento económico debido a la explotación de la minería rica en plata. Según los libros de Bautismos, matrimonios y defunciones de los años 1781 a 1821 en el Valle de Comayagua, se reporta un crecimiento poblacional se la siguiente forma: “una grandísima parte de los que están registrados en esa catedral son mulatos y pardos, sin contar los negros”.

### Villa de San Miguel de Heredia de Tegucigalpa

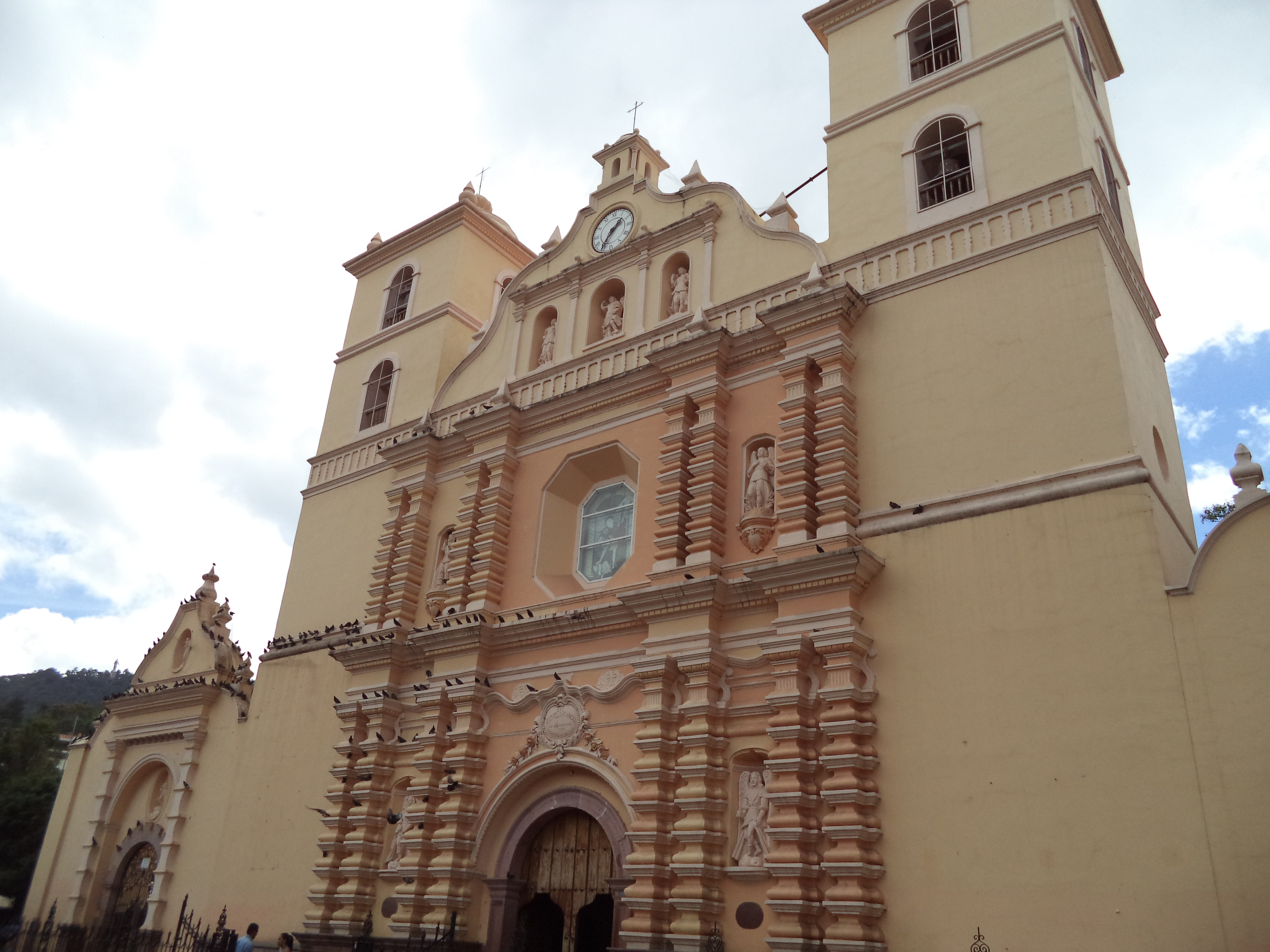
La Catedral de Tegucigalpa, es uno de los edificios coloniales mejor preservados de la ciudad.

Conocida como Taguzgalpa en 1536, primeros registros de presencia indígena. 29 de septiembre de 1578, fundación española de García Valverde como Real Villa de San Miguel de Tegucigalpa de Heredia, nombrado como primer Alcalde Mayor a Juan José de la Cueva, quien aparte de ser el funcionario con mayor rango era también un empresario minero, dicha ciudad de Tegucigalpa hoy en día, antes en el siglo xvi era un asentamiento indígena que fue desplazado después de conocerse que existían yacimientos minerales ricos en oro y plata. Como a este de Tegucigalpa, también los cronistas visitantes enunciaban la existencia de otras grandes minas como: Santa Lucía, Ojojona, Guasucurán, San Juan, etc. A finales de ese mismo siglo, las minas de Tegucigalpa y Santa Lucía enviaban al Virreinato en Guatemala el quinto obligatorio de las colonias, lo mismo que a las arcas reales, estipulado por las leyes monárquicas españolas. En 1580 existen en Tegucigalpa 30 minas de Plata, de las cuales en 1584 se extrajeron 12,500 marcos de “buena plata” extraídos por esclavos negros.

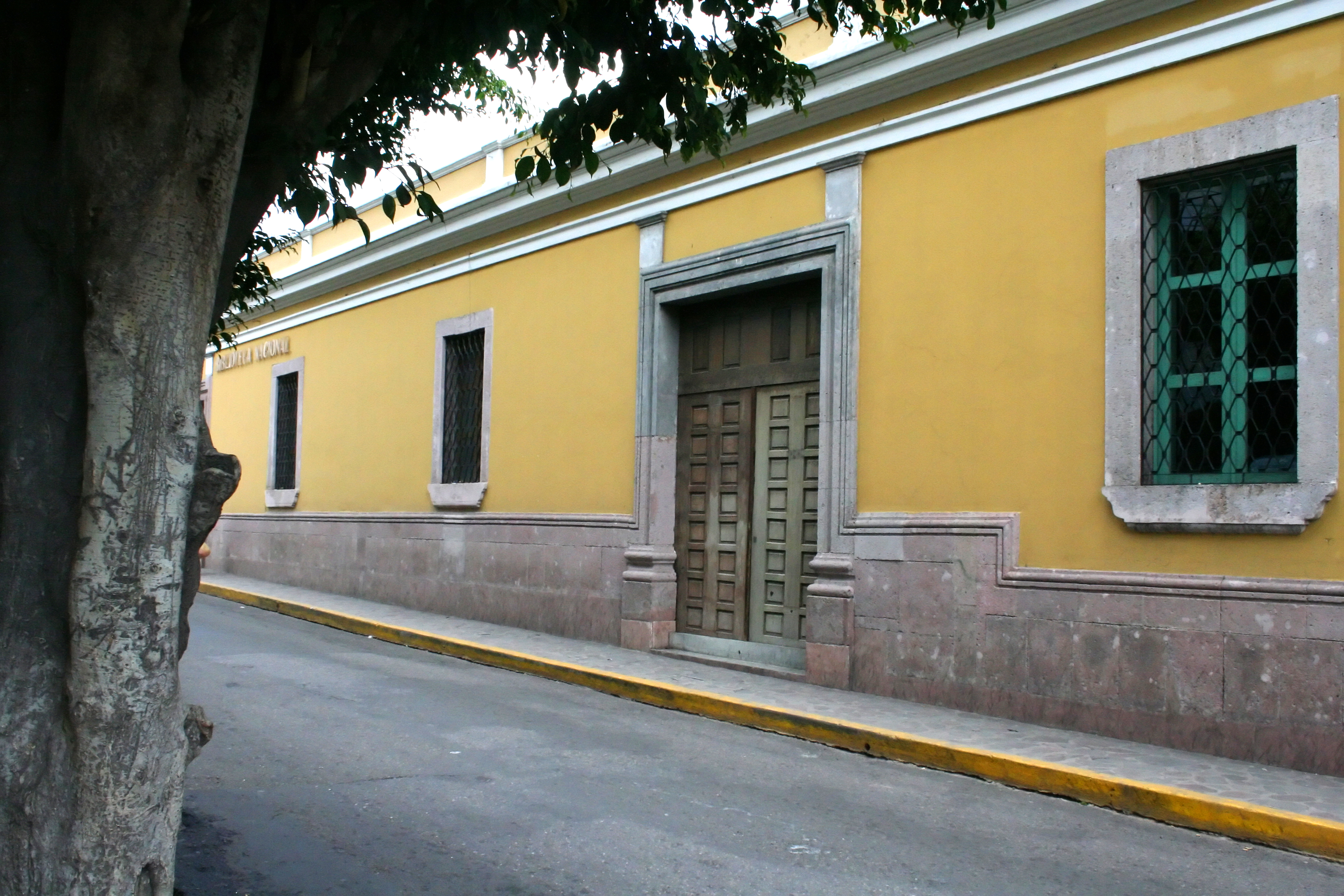
La biblioteca nacional de Honduras, originalmente fue la Real Casa de Rescates construida en 1780.

Fray Antonio Vásquez de Espinoza, misionero de la orden de Nuestra Señora del Carmen, en 1621 describe a Tegucigalpa de la siguiente manera. “De la villa de Tegucigalpa es un Rico real de Minas de Plata, dista de la ciudad de Comayagua al oriente unas 16 leguas, está fundado en medio de grandes pinares, su temple es de primavera todo el año, abunda el trigo, maíz, frijoles y otras frutas y semillas, así de la tierra como de España, siendo abundantes, baratas o regaladas, tiene el distrito muchas estancias y crías de ganado mayor, menor y de cerda, crías de mulas y caballos. Tiene la villa más de cien vecinos españoles, algunos negros, mulatos, también indios de servicio y de los que acuden al beneficio de las minas y hay en ella iglesia mayor y un Convento de San Francisco, hospital con otras iglesias y ermitas. Provee de ellas Su Majestad, un Alcalde Mayor, por consultas del Supremo Consejo de Indias, el cual tiene jurisdicción en treinta y seis pueblos de indios. Que todo lo puso en orden de Juan de Espinoza Pedruja siendo Alcalde Mayor de aquellas minas a costa de gran trabajo y gastos de su hacienda. Todo me consta por vista de ojos hallándome presente en aquella tierra, esta tierra de Tegucigalpa, es riquísima de minerales y vetas de plata, tres leguas de la villa esta el cerro de Santa Lucía de donde se han sacado gran cantidad de plata, hay cuatro ingenios para moler los metales.".

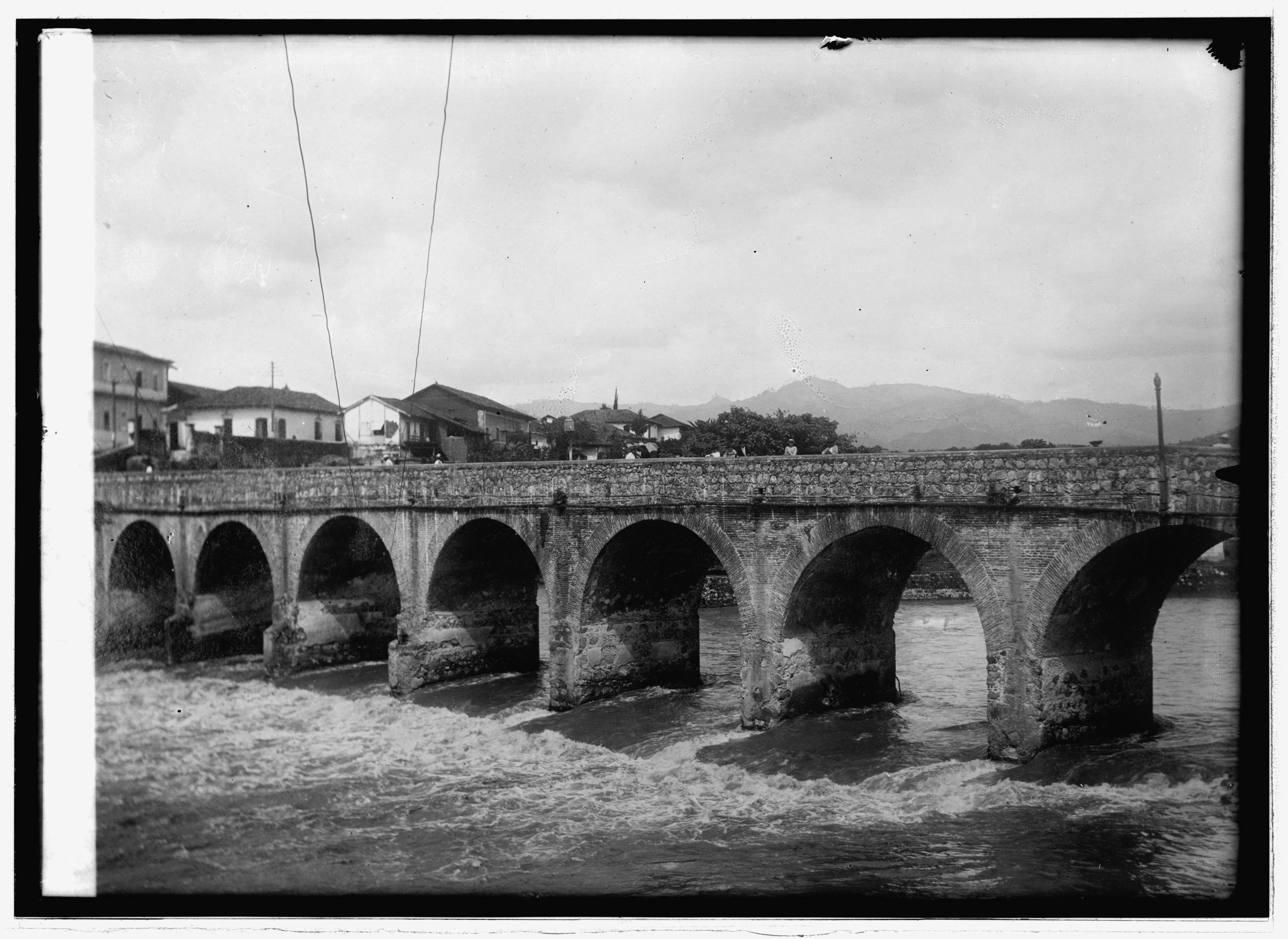
Puente Mallol a inicios del, esta fue la última construcción colonial de Tegucigalpa, fue terminado a pocos años antes de la independe cinca de Centroamérica.

Honduras y león (Nicaragua) exportaban alrededor de 30,000 Pesos anuales de oro lavado, cuando este material escaseo el botín principal fueron los esclavos.
En 1698 varios esclavos negros registrados en la Alcaldía de Tegucigalpa, escaparon del ordenamiento de repartimiento de minas, dedicándose después a la agricultura y en haciendas aledañas a Tegucigalpa. Mediante de oficios del alcalde Mayor de Tegucigalpa Santiago de Berroterán se emitió ordenanza que multaba a los alcaldes con 20 Tostones (10 Pesos) como multa por tal acción de reacondicionar a los esclavos y a los propietarios de los mismos los multaba con 25 Pesos de multa.Según el Padrón de la Parroquia de San Miguel de Tegucigalpa, fechado en el año 1777 se refería a los nuevos habitantes de la localidad «bajo el rubro de mulatos se incluía a un 66 % de la población».

### Tela
Fundada el 3 de mayo de 1524, por el capitán español don Cristóbal de Olid, como Triunfo de la Cruz. Encomendado por Don Hernan Cortes tras la caída de Tenochtitlan. La villa fue un punto de reunión entre los navegantes que venían desde Cuba y México. La villa fue poblada principalmente por Indios. 

### Yoro
Fundado en 1649, por mulatos libres.

### Olanchito
En 1786 la villa de Olanchito, localizada a 22 leguas de Trujillo y 50 de Comayagua, era parte de la jurisdicción de Yoro y de la provincia de Comayagua contaba con una población de 1,478 habitantes, 105 de ellos españoles, 986 ladinos adultos y 387 indígenas.

### Ojojona

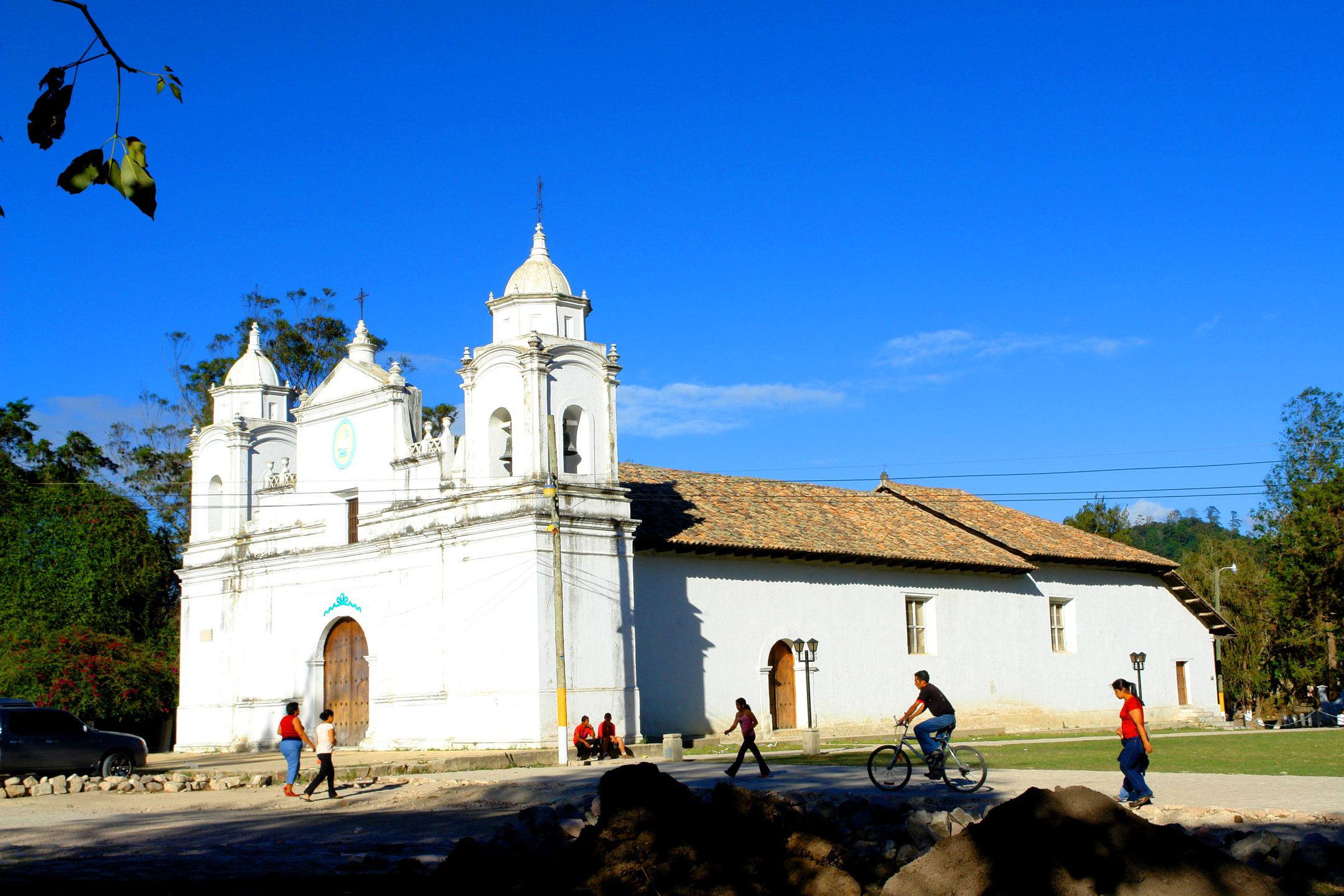
Iglesia de San Juan Bautista de Ojojona.

La villa de Ojojona fue fundada en 1579,  por mineros españoles dedicados a los trabajos de las minas de oro y plata de la zona. Para 1739 ya aparecen títulos de tierras del Pueblo de Ojojona. En 1791, en el recuento de población de 1791 figura como cabecera de curato. El pueblo fue uno de los principales centros de extracción de plata de la provincia de Honduras

### Santa Bárbara
Fundada primeramente entre el 4 y 6 de mayo de 1643 como paraje de cataquilles, la segunda fundación fue en 1761 cuando es comprado el sitio por varios españoles, el párroco Manuel de Pago, las familias más importantes eran: el capitán don Mateo de Rodríguez, Gregoria Antonia de Rodríguez, Teniente don Calletano de Ollóa, el capitán Matías de Huezo, don Felisiano Madrid, don Francisco Enamorado, Pedro de Baide, en el recuento de población de 1790 era uno de los pueblos que formaba el curato de Tocoa.

### Yuscarán

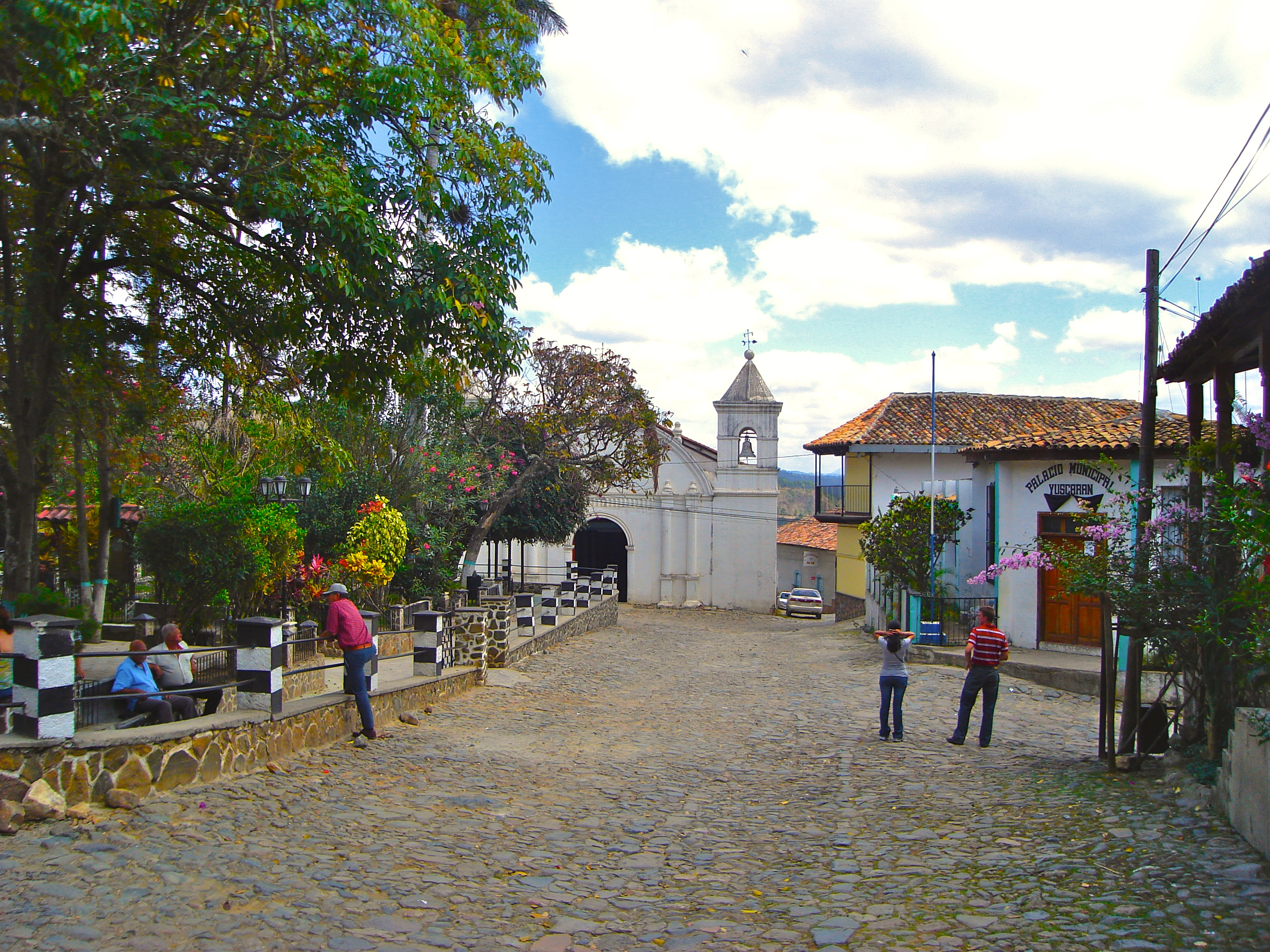
Parque central de Yuscarán.

Fundada en 1730 como San José de Yuscarán por las personas que explotaban las minas de las Quemazones y Guayabillas, según registros mineros de la Alcaldía Mayor de Tegucigalpa a la cual pertenecía el sitio, existían alrededor de unas 32 minas. En 1801 el intendente de Comayagua levanta un registro de habitantes, los cuales ascienden a 17 familias españolas, 212 familias ladinas y 72 solteros en la comunidad.
Yuscarán fue un centro importante de migración europea, a ella llegaron empresarios mineros españoles, criollos, suizos, alemanes, franceses, etc.

### Texiguat
Fue asentamiento chorotega, denunciada en 1606 como Teguciguata y conformada en poblado. En 1673 el Capitán general del reino de Guatemala don Francisco de Escobedo, castigo a modo de ejemplo a que los indios de la alcaldía de Texiguat, jurisdicción de Tegucigalpa, fueran reducidos a un poblado a la fuerza. Texiguat recibió el título de municipio en 1702 con el nombre de San Antonio de Texiguat.

### Jerez de la Frontera de Choluteca

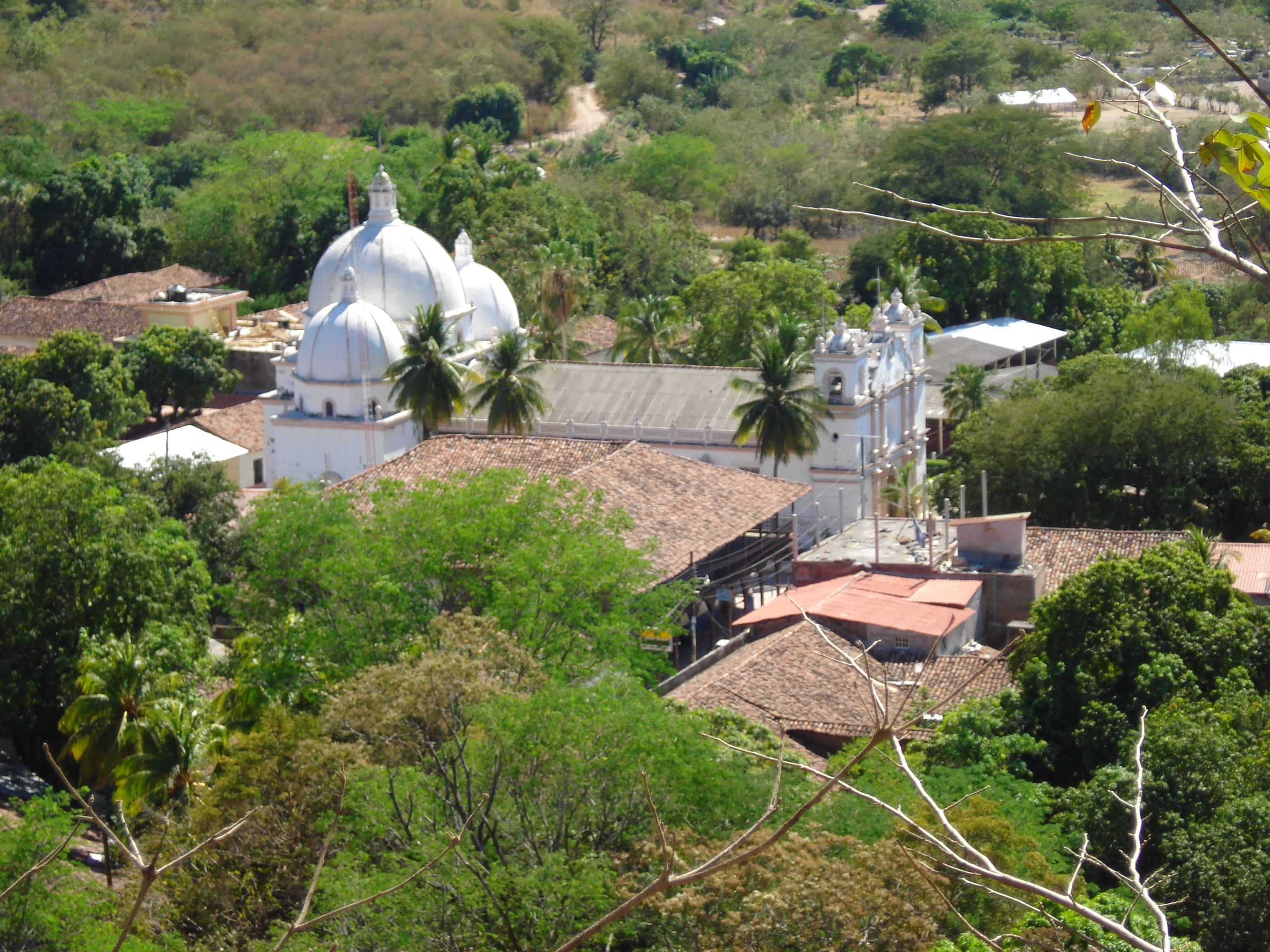
Vista ala catedral de Pespire de Choluteca.

Jorge de Alvarado envió una expedición al valle de Naco al mando de Cristóbal de la Cueva, quien llegó a naco en 1535 y luego fue más al oriente fundando el 8 de diciembre de 1541 a Jerez de la frontera de Choluteca, donde se encontró con la resistencia indígena al mando del cacique Zoçumba.
Una descripción de (Xerez) Jerez de la Frontera de Choluteca, la haría el cosmógrafo y cronista Juan López de Velasco, que dice: “Xerez de la Frontera. La villa de Xerez de la Frontera, en lengua de indios Chuluteca y Malalaco, pueblo de españoles en provincia de Guatimala, en 90º y 2/3 de longitud de Toledo y 12º y 1/3 de altura, en los confines de Guatimala y Nicaragua y Honduras, veinte leguas al levante de la villa de San Miguel, camino de Nicaragua y veinte y cuatro de la ciudad de León (viejo) es pueblo de treinta vecinos españoles y en su jurisdicción… pueblo de indios, y… indios tributarios; es del Obispado de Guatimala, doctrina de clérigos.”.
En 1602 se funda el Cabildo de la Villa de Jerez de la Frontera de Choluteca, el cual tuvo un litigio por solicitar reducciones en los esclavos. Para 1625 fray Antonio Vásquez de Espinoza, en su “Compendio y descripción de las Indias Occidentales”, manifiesta que en Jerez de la frontera de Choluteca, residen alrededor de 60 vecinos españoles y que la villa se encuentra a 36 leguas delante de la ciudad de San Miguel.

### Villa de Choluteca
Fundada como la Villa de Choluteca en 1692 cuando la Real Audiencia de Guatemala autorizó el traslado de la población al margen sur del río homónimo, siendo así como se ordena el trazado de la ciudad y la construcción de la Plaza, la edificación de la iglesia de la Merced, y otros edificios. Existen variaciones sobre la fundación de Choluteca, para Federico Lunardi es en 1535, para Rómulo Ernesto Durón su fundación data de 1533 y para Doris Stone fue en 1540, por lo que el historiador Marxis Lenin Hernández asegura que "hay que empezar a investigar la historia de Choluteca porque cada historiador da una fecha de fundación, sin embargo la más difundida es la versión de Federico Lunardi". 
Siendo Teniente de caballería de los reales ejércitos y alcalde mayor don Ildefonso Ignacio de Domezain, el 25 de noviembre de 1775 solicita para la Villa de la Inmaculada Concepción de Choluteca la construcción de un cabildo y una cárcel, ordenándose para ello a su lugarteniente Teniente de Partido don Joseph Díaz y Valle para la inmediata construcción de los mismos edificios. En 1777 ocurrió una fatal inundación del río la cual provocó que se construyera una mejor catedral, en 1877 el Comandante de Armas y Gobernador Político de Choluteca general Vicente Williams Domínguez, ordenó la restauración del antiguo cabildo.

### Olancho

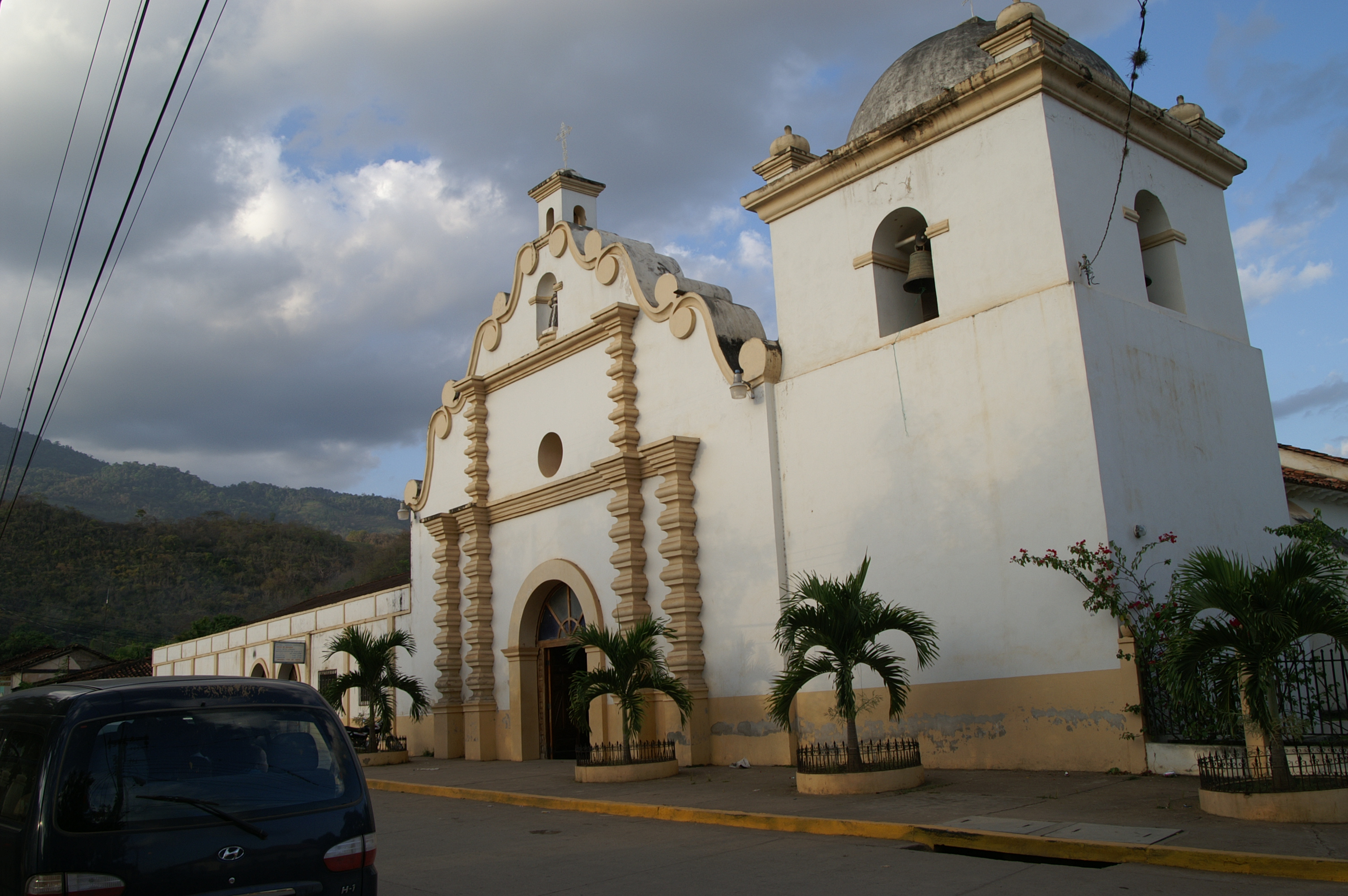
Iglesia de San Francisco de Asís de Olancho.

Esta enorme extensión de terreno era denominada “Huilancho” por los indígenas, su colonización se hizo a manera de explotación minera y ganadera.  En los años 1542, 1544 y 1546 hubo sendas revueltas en las minas, la de 1544 tuvo mayor relevancia ya que se realizó consecutivamente con las revueltas de Comayagua, San Pedro y Nueva Segovia, los esclavos negros apoyados por los indios se apoderaron de las minas, y no fue hasta la intervención del capitán Rodrigo de Anaya al mando de unos 300 o 250 hombres y contingente de caballos enviados por la gobernación de Cuba, que aplastaron la revuelta. Ya en 1550 cuando todo estaba pacificado en la región los españoles empezaron a su colonización fundando pueblos y cristianizando a los indios a partir del año 1600. Fray Esteban Verdelete en 1611 informó que en el Valle de Olancho, existen sembrados muchos campos de cañas dulces de muchos platanales, cacaotales (que son la bebida regala de esta tierra que llaman chocolate) hay muchas milpas de camotes, yuca de que hacen pan, piñas, chile, algodón y muchos árboles de fruta. Mientras fray Espino en 1674 describió a los hogares de los indígenas Payas del Valle de Olancho, así: las casas en las que viven (los indios) son chozas fabricadas unas hojas anchas a la orilla del río, son muy pequeñas; no están todos juntos, ni tiene población; por la orilla del río a legua y a dos leguas tienen sus ranchos.”
San Jorge de Olancho tenía una población inicial de 25 a 30 españoles en 1542.

### Quezailica
Poblado indígena que se denominaba “Quezalich-can” en 1582 el sitio aparecía registrado como propiedad de Urbano Escobar, la fundación del pueblo San Miguel de Quezailica fue un 16 de julio de 1676 mediante una remedida del poblado y realizar titulación de los ejidos, su economía fue mediante la ganadería y el cultivo, la importancia de este pueblo fue que los productos de añil de las localidades de Guatemala pasaban por aquí hasta los muelles de Puerto de Caballos, asimismo la migración de personas trabajadoras a la hacienda de "Los Llanos de Santa Rosa" en el siglo xviii.

### Los Llanos de Santa Rosa

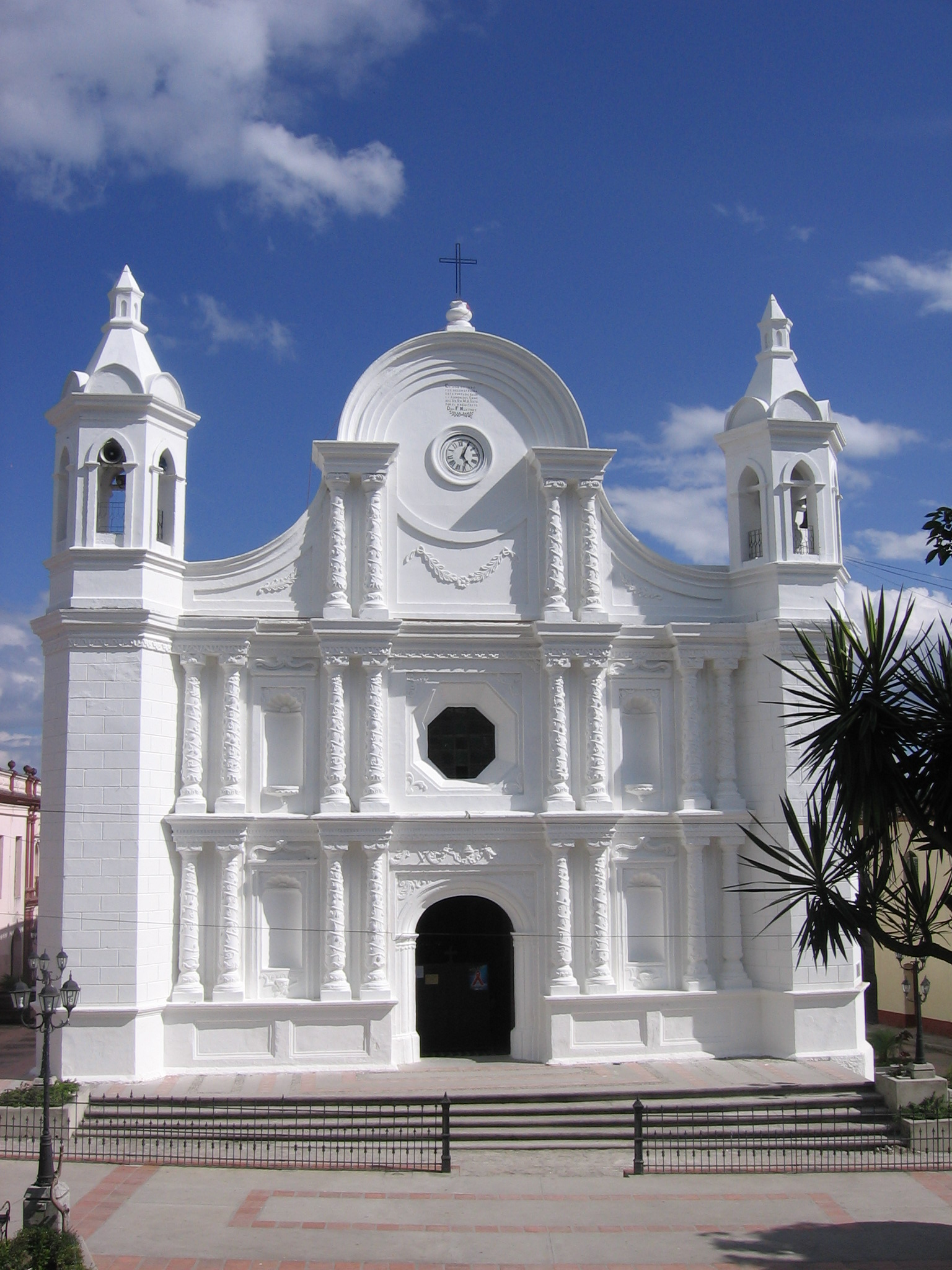
Catedral de Santa Rosa.

En el siglo xvii era un altiplano utilizado para el tránsito desde Guatemala a Gracias, en 1705 el capitán español Juan García de la Candelaria, militar estacionado en Gracias, solicitó en compra el sitio denominado “Los Llanos” mismo que efectuó para ubicar su hacienda, en 1750 los descendientes del capitán García de la Candelaria, utilizaban los terrenos para la siembra, la ganadería y cultivo de añil para la exportación, más tarde se fueron ubicando más compradores hasta la llegada del cultivo de tabaco. 
viendo que este producto era de buena calidad, se concentró una inmigración de personas desde Gracias, Comayagua, San Pedro de Puerto Caballos y sitios aledaños, en 1766 se estableció la Renta del Tabaco y unos años después en 1795 se terminó de construir el edificio que albergaría la “Real Factoría de Tabacos” la aldea principal, fue convirtiéndose en pueblo a lo que se desprendió de la parroquia de Quezailica y se mandó construir la primera iglesia y siguiendo orden del Obispo de Honduras Fernando Cardiñanos, en 1803 se culminó con la obra de la Catedral de la virgen de Santa Rosa de Lima, fue allí donde se cambió en nombre del sitio, denominándose Los Llanos de Santa Rosa y fundándose el municipio con este nombre en 1812, nombrándose a Mariano Pineda como primer alcalde, en 1817 existían registradas unas 300 familias que más tarde fue en crecimiento, razón por la cual en 1843 se le da el título de ciudad de Santa Rosa.

## Nueva colonia, nuevas razas
Los ingleses se apoderan del archipiélago de Islas de la Bahía.
En la segunda mitad del año 1700 se conforman dos nuevos grupos étnicos a lo largo de la zona costera del litoral del Caribe, los negros de habla inglesa y los Garífunas. Los Garífunas fueron expulsados por los ingleses de la Isla de San Vicente y llegaron un 12 de abril de 1797 a la Isla de Roatán bajo control inglés, logrando asilo en el territorio español de la costa del litoral norte de Honduras.
Durante el siglo xviii según los registros de censos, en Honduras la mayoría eran ladinos, seguido de los mestizos mezcla de indios y españoles blancos, y por el otro lado mulatos, mezcla de españoles blancos y negros, de los cuales por cada mestizo existía tres mulatos en desproporción racial. A principios del siglo xix, los ladinos hondureños eran 51,000 de un total de 57 000 habitantes, de los cuales 60 % eran mulatos y el 34 % eran mestizos; los garifunas por el contrario se estimaba que en 1813 su población se encontraba entre 4 000 - 5 000 a 6 000 en la zona de Trujillo entre 1804 y 1812. La población total de Honduras en la primera década de este siglo se registraba en 128 000 habitantes.

## Migraciones hacia América

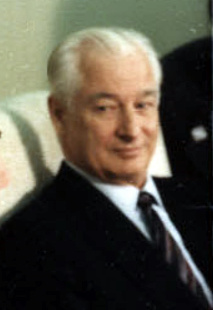
El expresidente José Azcona Hoyo, descendientes de emigrantes españoles.

Los españoles que migraron a la región de Honduras se asentaron principalmente en la zona occidente y centro. La emigraciones de colonos españoles registrados: 
- 1493-1519: 5 481 emigrantes .(IGB I)
- 1529-1539: 13 262 emigrantes españoles.(IGB II)
- 1540-1559: 9 044 emigrantes españoles.(IGB III)
- 1560-1579: 17 587 emigrantes españoles.(IGB IV)
- 1580-1600: 9 508 emigrantes españoles.(IGB V)
- Según Magnus Mörner, en el siglo xvi hubo la cifra de 250 000 emigrantes ultramarinos hacia América.
- Según Peter Boyd-Bowman, entre 1509 a 1519 pasaron el océano Atlántico 309 mujeres españolas, si es así en todo el siglo xvi pasaron alrededor de 5 700 mujeres al Nuevo Mundo.
- Chaunu, en su obra “Sevilla y el Atlántico 1504-1650”, estima que si en el siglo xvi fueron 250 000 inmigrantes hacia América, solo en la primera mitad del siglo xvii fueron alrededor de 200 000.
- John Parry calculó que la inmigración hacia América en el siglo xvi ascendió a 100 000 españoles.

Los españoles que deseaban embarcarse, se estaban a lo resuelto legalmente por las disposiciones de la corona española y sus representantes en el nuevo continente, una de esas resoluciones para emigrar son las siguientes:

“Preámbulo. Habiendo reconocido cuanto conviene al servicio de Nuestro Señor, buen gobierno y administración de justicia que nuestros vasallos casados o desposados en estos reinos y ausentes en los de las indias, donde viven y pasan apartados mucho tiempo de sus propias mujeres, vuelvan a ellos y asistan en lo que es su obligación… los hagan embarcar y venir a estos reinos sin dispensación.” Disposición de fecha 19 de octubre de 1544.

“Se prohíbe dar licencia, ni prorrogación a los casados en estos reinos para poder estar, ni residir en los de las Indias.” Prohibición fechada 29 de julio de 1565, ordenando a los Virreyes, Presidentes de Audiencias y Gobernadores, la prohibición de extender licencias.

El Virreinato de Guatemala en el año 1600 contaba con 480,000 habitantes. Para 1640, según los registros de las autoridades locales en España, la emigración hacia América indicaba que la península se estaba despoblando, tal es el ejemplo: “de cuatro partes de gente de Vizcaya, las tres son de mujeres, por los muchos hombres que salen y no vuelven.”.

### Viajeros a Honduras
A continuación, la forma en que eran registrados los pasajeros españoles, hacia las nuevas tierras.
| Número pasajero | Nombre                     | Datos | destino/fecha                     |
| --------------- | -------------------------- | --- | --------------------------------- |
| 1152            | Garcí Gonzáles             | Trigueros, hijo de Diego Martínez y Ana García, en compañía de Elvira Gonzáles (su tía)                            | Honduras/ 11 de diciembre de 1566 |
| 3235            | Juan Bernal                | Sevilla, hijo de Alonso Martín de Álamo y Juana López                                                              | Honduras/ 14 de julio             |
| 3236            | Gregorio Matute            | Hita, hijo de Juan de Matute y María Coronel                                                                       | Honduras/ 14 de julio             |
| 3237            | Antón Ganzo                | Hita, soltero, hijo de Juan Ganzo y de Isabel, criado de Gregorio Matute                                           | Honduras/ 14 de julio             |
| 3238            | Hernando Matute            | Hita, soltero, hijo de Juan Matute y María Coronel                                                                 | Honduras/ 14 de julio             |
| 3239            | Juan Lanza                 | Hita, soltero, hijo de Juan Lanza y Catalina de Niel, como criado                                                  | Honduras/ 14 de julio             |
| 3240            | Ana de Melgar              | Hita, soltera, hija de Diego de Melgar y Catalina de Giles                                                         | Honduras/ 14 de julio             |
| 3241            | Juana Pérez                | Hita, soltera, hija de Alonso d Peña e Isabel López, criada de Ana Melgar                                          | Honduras/ 14 de julio             |
| 3242            | Beatriz de Garay           | Hita, soltera, hija de Cristóbal Enríquez y María Ochoa de Garay                                                   | Honduras/ 14 de julio             |
| 3243            | Sancho de Murga            | Hita, soltero, hijo de Hernando de Murga y María Núñez de Amendaño                                                 | Honduras/ 14 de julio             |
| 3354            | Manuel de León             | Lisboa, Portugal, comerciante                                                                                      | Honduras/ 25 de octubre           |
| 3759            | Juan Gutiérrez de Amaya    | Pueblo de Sancho Pérez, casado, como mercader por tres años                                                        | Honduras/ 25 de octubre           |
| 3765            | Gregorio de Estrada        | Jerez de la Frontera, soltero, Nombrado Tesorero de la Cruzada                                                     | Honduras/ 25 de octubre           |
| 3324            | Bartolomé Dávila Melgajero | Jerez de la Frontera, soltero, hijo de García Dávila y Leonor de Melgajero, criado del Gobernador Diego de Herrera | Honduras/ 9 de junio              |

### Esclavitud

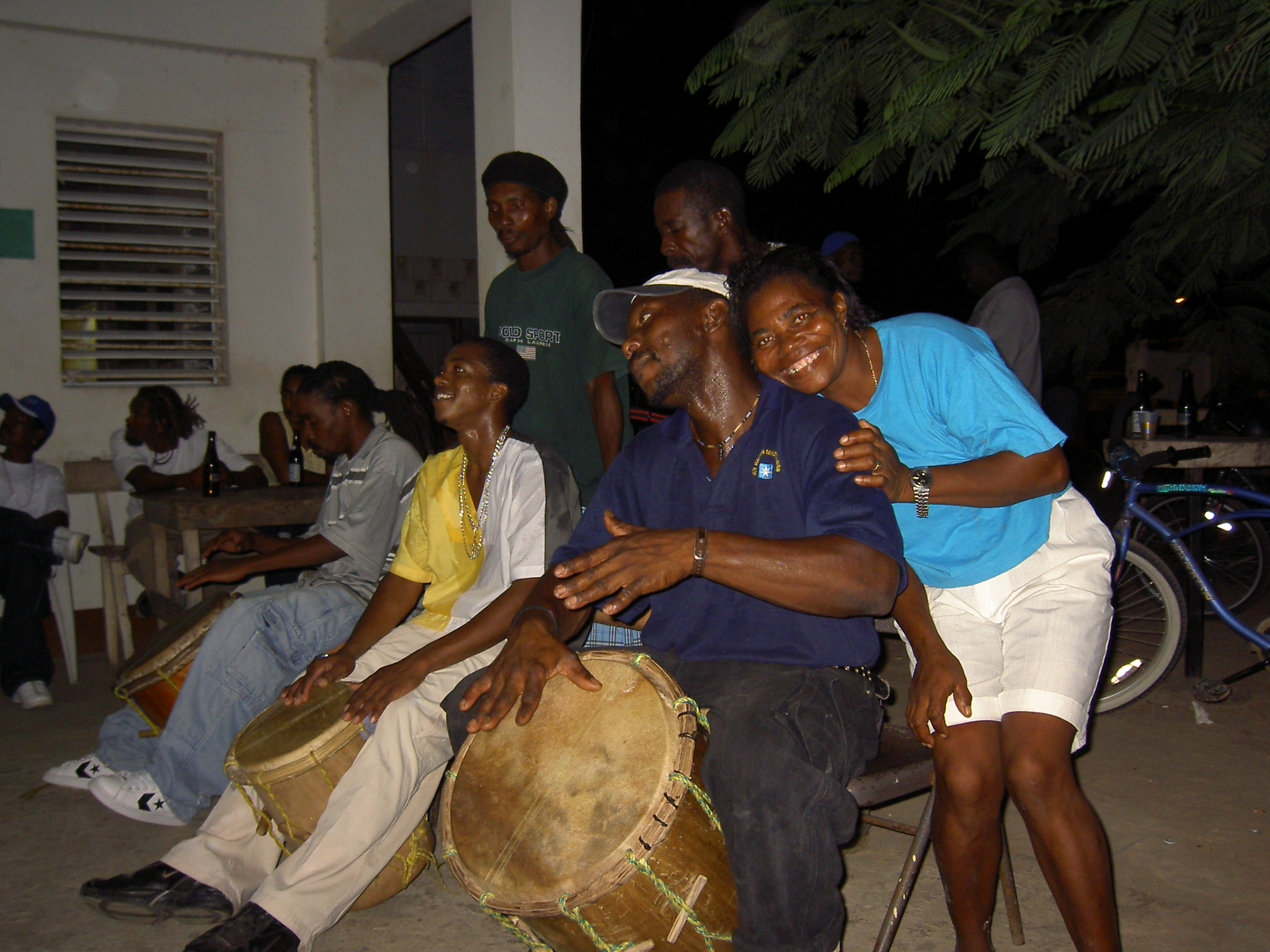
Las personas del pueblo Garifuna son descendientes de pasajeros de barcos cargados de esclavos de la costa de África occidental que venían a las colonias.

Entre los años de 1492 a 1600 fueron traídos hacia América, unos 75,000 esclavos por los españoles y 50,000 por los portugueses, con el fin de trabajar en minas, servidumbre, haciendas, cultivos, etc. Hacia 1570 la América española estaba poblada con 9.827,150 indios, solo 138,000 blancos y 260,000 mestizos, negros y mulatos.
Anteriormente la reina católica Isabel siempre deseo que los indios fuesen tratados con bondad, los doctores de Salamanca habían decidido en resoluciones que los indios poseían alma, por cuanto la reina solicitó un mejor trato para los habitantes de aquellas tierras lejanas, el mismo Cristóbal Colón de su segundo viaje llevó a España, un cierto número de indios, la reina los aceptó pensando en ese momento de que eran prisioneros de guerra y no esclavos. Estas resoluciones reales benefactoras también se incluían para los frailes y monjes de la inquisición establecida en América; Honduras era jurisdicción de la Santa Inquisición de Nueva España, con sede en México y a la orden de Juan de Zumárraga, la sede local de la inquisición de Honduras estuvo en Comayagua; los inquisidores juzgaban a los indios politeístas, con el fin de que aceptaran el credo cristiano, impuesto por el monarca.

“Se os ha señalado que no podéis actuar contra los indios de vuestro distrito. De modo, y hasta nueva orden, es nuestra voluntad que no uséis de vuestros poderes más que con los cristianos viejos, sus descendientes y las demás personas contra las que se obra habitualmente en España. Deberéis juzgar el caso que os incumbe, con moderación y dulzura, de manera que la Inquisición sea temida y respetada, empero que no dé lugar al odio." Párrafo 36 de las Instrucciones a los Inquisidores.

Las mismas leyes piadosas para los indios fueron modificándose por los monarcas sucesores a modo de su bien común y económico como del imperio y otros gobernadores astutos.

“Nuestro principal intento y voluntad siempre ha sido y es la conservación y aumento de los indios.” Carlos V.

Registro de habitantes totales en el territorio de Honduras:
- 1524-1600. Honduras posee la población indígena de 400,000 tributarios.
- 1538. Honduras registra 30,000 habitantes indígenas.
- 1539. Honduras registra 15,000 habitantes indígenas.
- 1541. Honduras registra 8,000 indígenas tributarios.
- 1550. Honduras registra 5,000 indígenas tributarios.
- 1567. Honduras registra 1,500 indígenas tributarios.

El tributo consistía en 1553, con la tasa de 60 de acuerdo al censo, y el tributo era 54. Un Peso, equivalía a 8 Reales y estos a 272 Maravedís.
Centroamérica en total según la distribución de esclavos entre los años de 1492 a 1870, alcanzaban los 21,000, con la declarada independencia en 1821, Honduras en este caso abolió la esclavitud, mientras otros países aún la conservaban.